# 萼

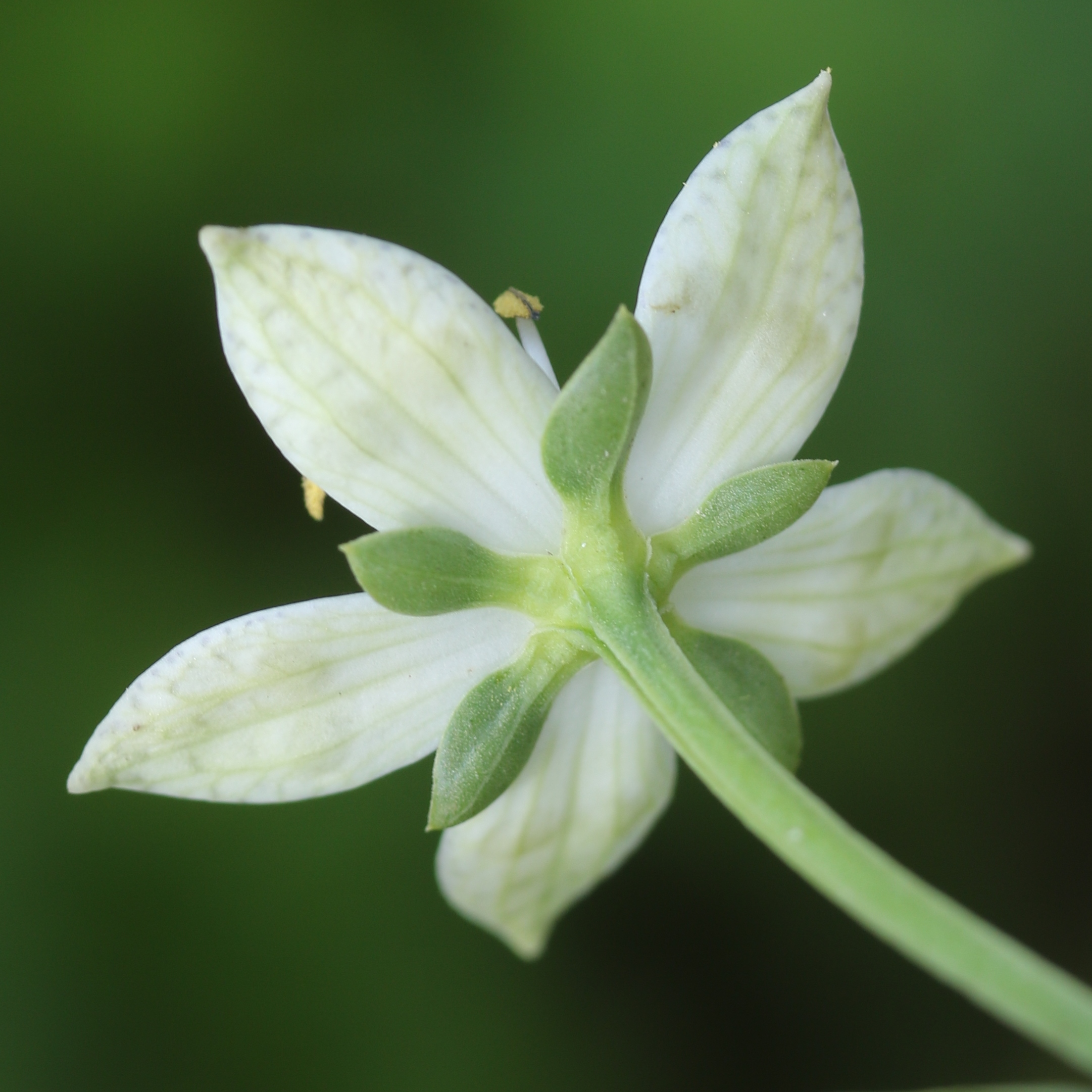
アケボノソウ（キキョウ科）は、花弁と互生する5枚の萼片からなる萼をもつ

萼（がく、ガク、蕚は異体字、英: calyx, pl. calyces）とは、花において最も外側にあり、その内側の花冠とは明らかに色・大きさなどが異なる葉的な要素に対する集合名称である。萼を構成する個々の要素は、萼片（がく片、ガク片、英: sepal）とよばれる。
花を構成する要素のうち、ふつう萼片は最も葉的な特徴をもち、緑色で気孔をもつことが多い。萼は、ふつう開花前の花（つぼみ）において、他の花要素を保護する役割を担うが、目立つ色・大きさで送粉者を誘引するもの（ガクアジサイなど）や、果実の発達を補助するもの、花後に発達して種子散布に寄与するもの（タンポポなど）もある。また果実に残っている萼（と花托の一部）は、一般名としてへた（蔕）とよばれることがある（イチゴ、カキ、トマトなど）。

## 特徴

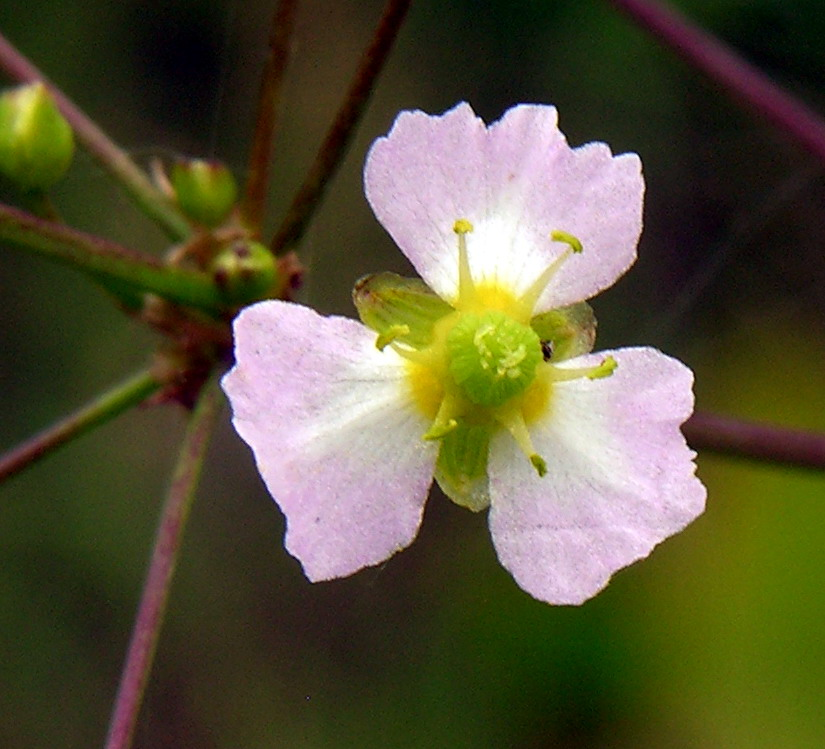
サジオモダカ（オモダカ科）の花は花弁と互生する3枚の萼片をもつ.

花において、雄しべや雌しべの外側にある非生殖性（花粉や胚珠をつけない）の葉的要素は、花被片とよばれる。花被片のうち、花の最外輪にあり、その内側の花被片とは明らかに色や質、大きさが異なるものは、萼片（がく片、ガク片）とよばれる（この場合、内側の花被片は花弁とよばれ、このような花は異花被花とよばれる）。1つの花にある萼片の集合は、萼（がく、ガク）とよばれる。
萼片の配置や数は種によって決まっている。萼片はふつう花の最も外側に1輪にならんで輪生しており、その内側にならんでいる花弁とは互い違いに配列している（互生）。数は3枚、4枚、または5枚であるものが多い。例外的に、萼片が複数輪に配列している例もある（ナンテンなど）。
ふつう萼は花の要素の中で最も葉的な特徴を示す。多くの場合、萼は緑色で光合成を行い、気孔が存在する。またふつう3本の主脈がある。萼は、ふつう開花前の花（つぼみ）において、他の花要素を覆って保護している。また、花後の萼が果実の発達や種子散布に寄与する場合もある。

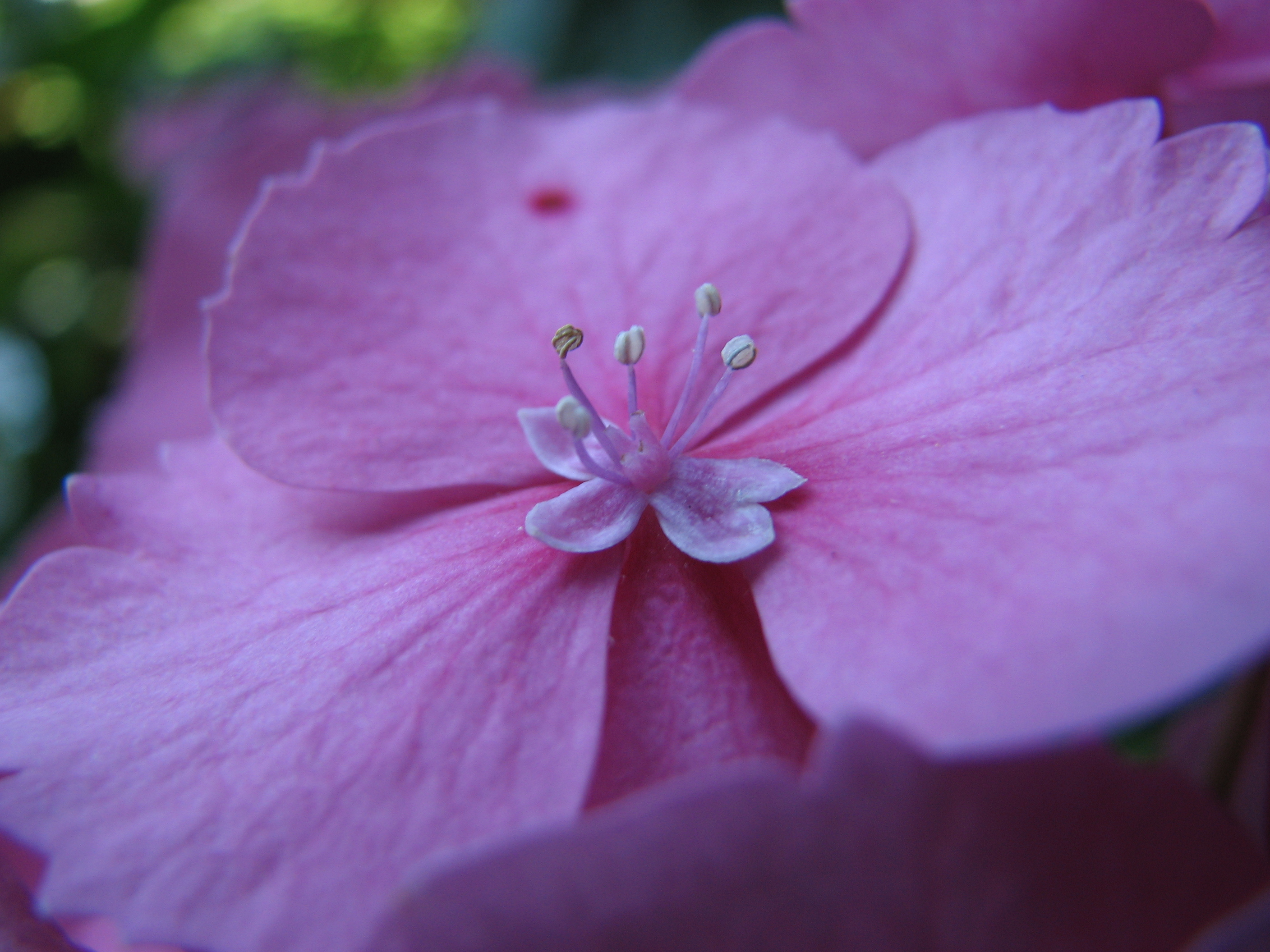
アジサイ（アジサイ科）の花。花弁にくらべて萼片が巨大。

一部の植物は、花弁のように目立つ色彩をした萼片をもつ。ヒメウズやオダマキ（キンポウゲ科）では、萼片が花弁と同程度、またはより目立つ。トリカブト（キンポウゲ科）では、外側から見える派手な部分は全て萼片であり、花弁は萼片に覆われて外からは見えない。またガクアジサイ（アジサイ科）などでは一部の花（花の集まりにおいて周縁部に位置する花であり、装飾花とよばれる）の萼が大きく派手である。このような派手な萼は、送粉者（花粉媒介する昆虫や鳥）に対する広告塔としても機能している。園芸品種のアジサイでは、このように萼が発達した花のみをつけるものが多い。
ユリ（ユリ科）の花のように外側と内側の花被片が類似した色や質、大きさをしている場合（同花被花）、萼片・花弁とはよばれず、ふつう外花被片・内花被片とよばれる（花蓋片ともよばれる）。また花被が1輪しかない花（単花被花）では、目立つ色・大きさをした花被であっても（花冠的な特徴をもっていても）、最外輪にあることからその花被は慣習的に萼とよばれることが多い（例: クレマチスなどキンポウゲ科の一部、タデ科、オシロイバナ科など）。ただしこのような花被の多くは、他の花の萼との相同性が必ずしも明らかではないため、花被とよんでいる例もある。また近縁種との比較から、明らかに萼が退化したものと考えられる単花被花では、その花被は花冠とよばれる（例: ヤエムグラ、シャク）。
花を構成する要素は、A, B, C, D, E 遺伝子とよばれるホメオティック遺伝子（原基がどのような器官になるのかを決める調節遺伝子）の産物の組み合わせによって、その分化が制御されている（ABCモデル）。典型的な萼をもつ植物では、花芽において、葉状の原基にA遺伝子とE遺伝子が発現することによって、その原基は萼片へと分化する。

## いろいろな萼

### 離片萼と合片萼

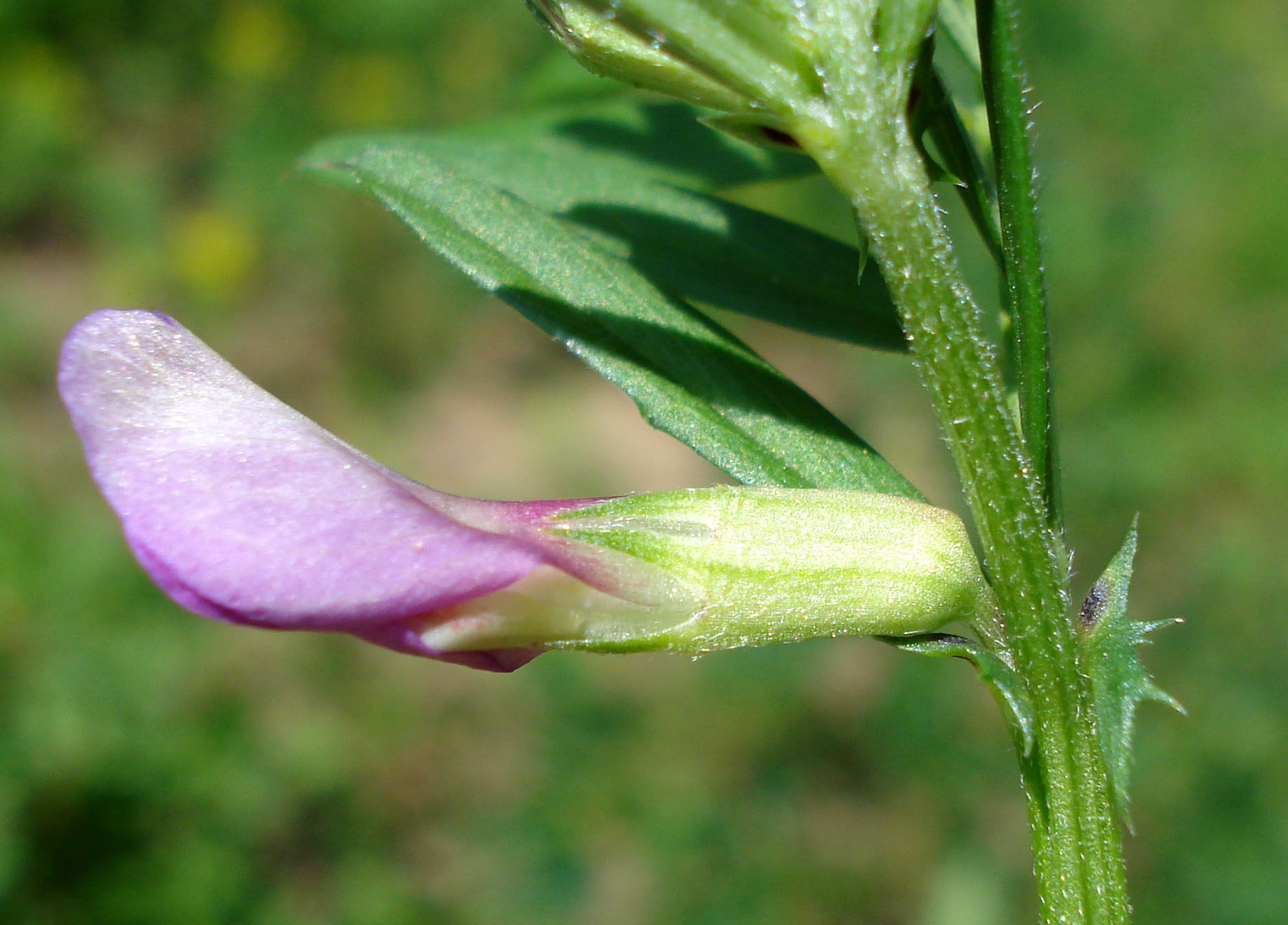
カラスノエンドウ（マメ科）の萼筒と萼歯

萼片が1枚ずつ離生している（distinct）場合、そのような萼は離片萼（離片がく、離萼; aposepalous calyx, polysepalous calyx, chorisepalous calyx, schizosepalous calyx, dialysepalous calyx）とよばれる。離片萼はアブラナ科、フウロソウ科、オトギリソウ科、ハコベ属（ナデシコ科）などに見られる。一方、萼片が多少なりとも互いに合着している（connate）場合、そのような萼は合片萼（合片がく、合萼; gamosepalous calyx, synsepalous calyx） とよばれる。合片萼はナス科、シソ科、キキョウ科、ナデシコ属（ナデシコ科）などに見られる。合片萼が筒状または壷状の構造となっている場合、これを萼筒（がく筒; calyx tube）とよぶ。合片萼の場合、ふつう先端側で各萼片が分かれて裂片となっており、このような裂片は萼裂片（がく裂片; calyx lobe）とよばれる。萼裂片が小さい場合、特に萼歯（がく歯; calyx teeth）ともよばれる（マメ科など）。

### 早落萼と宿存萼

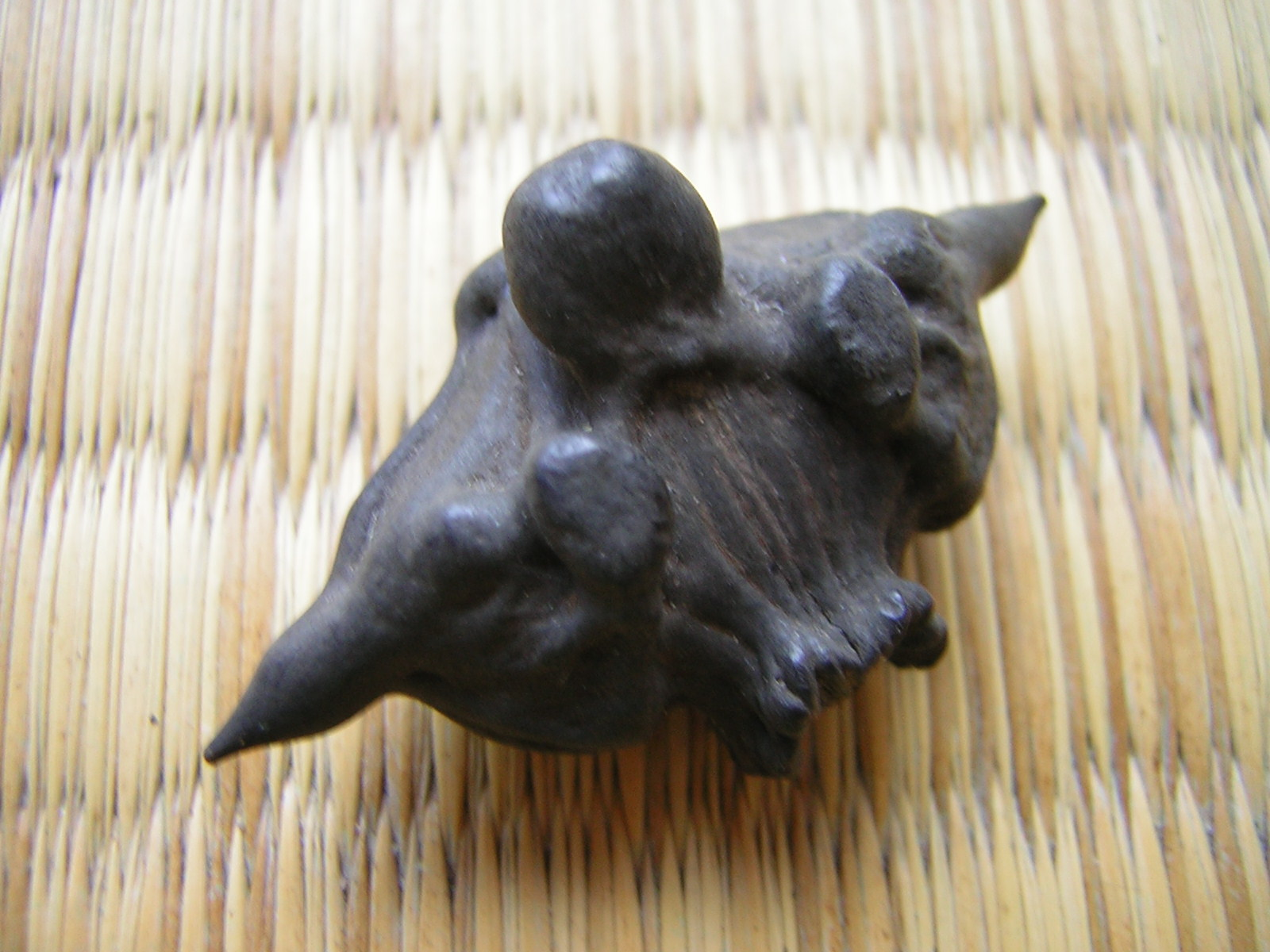
ヒシ属（ミソハギ科）の果実では萼が刺状に発達する

ふつう萼はつぼみの際に他の花要素を保護しており、ヒナゲシやクサノオウ，タケニグサ等の（ケシ科）の萼は、開花時には脱落してしまう早落性（caducous）である（早落萼、早落がく）。一方、キイチゴ属（バラ科）、スミレ属（スミレ科）、ツツジ科、シソ科、ナス科などの萼は、花後も長く残る宿存性（persistent）である（宿存萼、宿存がく）。花後に萼が発達して果実を保護するものもおり、ホオズキ（ナス科）では萼が袋状になって果実を包み、ヒシ（ミソハギ科）では果実を包む萼が硬化して鋭い刺を形成する。また花後に発達した萼が、ハエドクソウ（ハエドクソウ科）では鉤に、ツクバネウツギ（スイカズラ科）では翼に、シラタマノキ（ツツジ科）では可食部になり、それぞれ種子散布に寄与する。特殊な萼である冠毛もふつう宿存性であり、種子散布に働くものが多い（タンポポなど）。また果実に残っている萼には、ガス交換や植物ホルモンなどの物質供給を通して、果実の発達・成熟に寄与すると考えられている例もある。

### 相称性

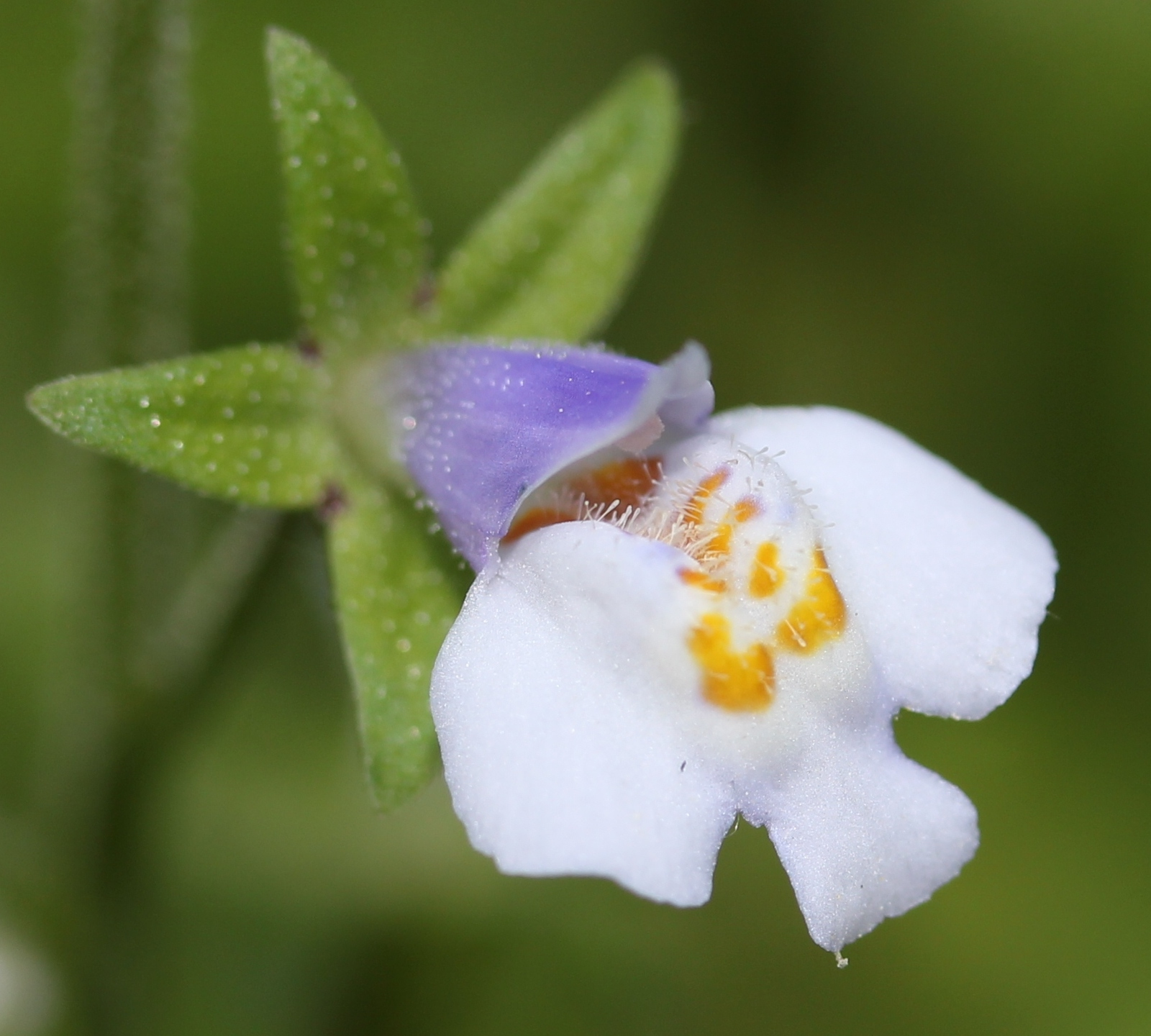
トキワハゼ（サギゴケ科）の花。花冠は明らかに左右相称、萼はほぼ放射相称。

花冠と同様に、萼も放射相称（正面から見た際の対称軸が2本以上）のものと左右相称（対称軸が1本のみ）のものがある。萼の相称性はふつうその花の花冠の相称性に準じており、放射相称花冠をもつ花は放射相称萼を、左右相称花冠をもつ花は左右相称萼をもつことが多い。ただし異なる相称性の萼と花冠をもつ種もいる。

### 距

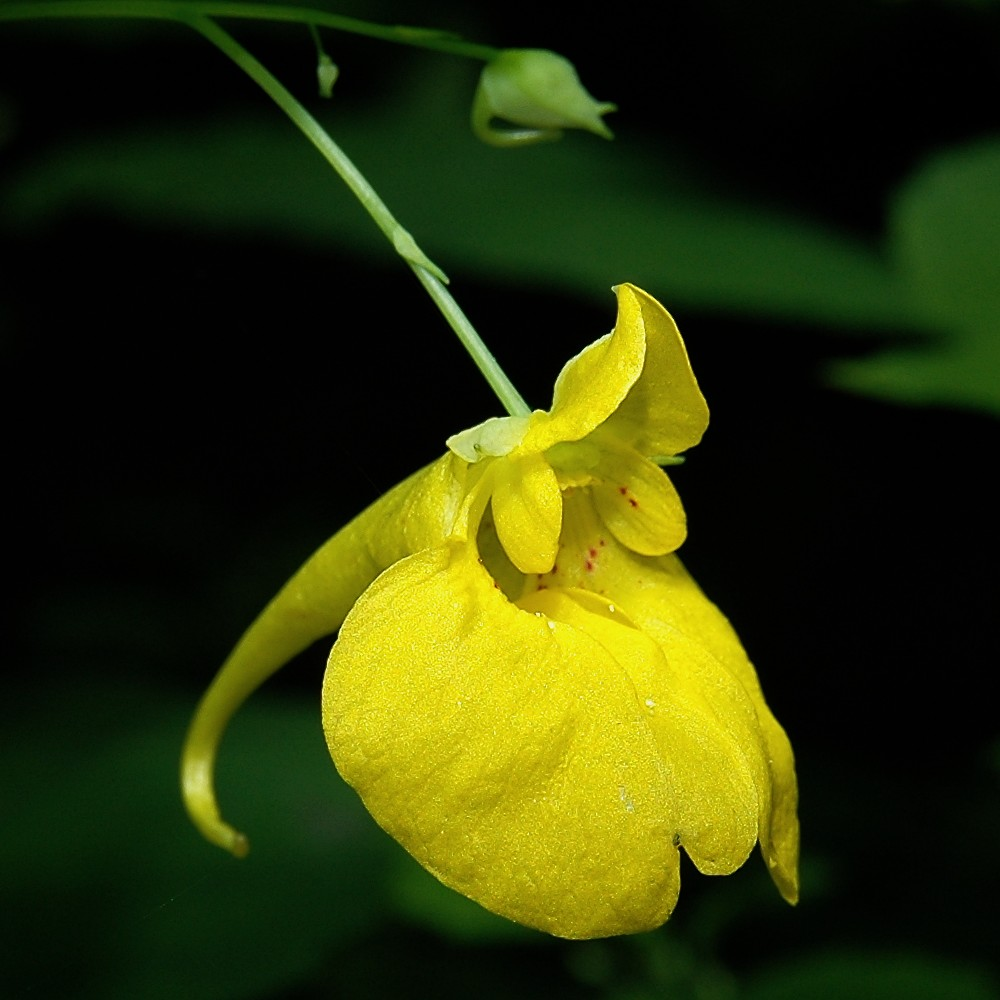
キツリフネ（ツリフネソウ科）の花。後萼片が後方へ張り出し、距になっている。

ツリフネソウ属の花は3枚の萼片をもつが、そのうちの1つ（後萼片）が袋状になり、後方へ管状に張り出している。このような花被の管は距（spur）とよばれ、ふつう花冠に見られるが）（オダマキ、イカリソウ、スミレなど）、ツリフネソウ属やノウゼンハレン属では萼が距を形成している（calyx spur）。距には蜜が貯まり、そこまで口が届く送粉者を選択することができる。

### 副萼

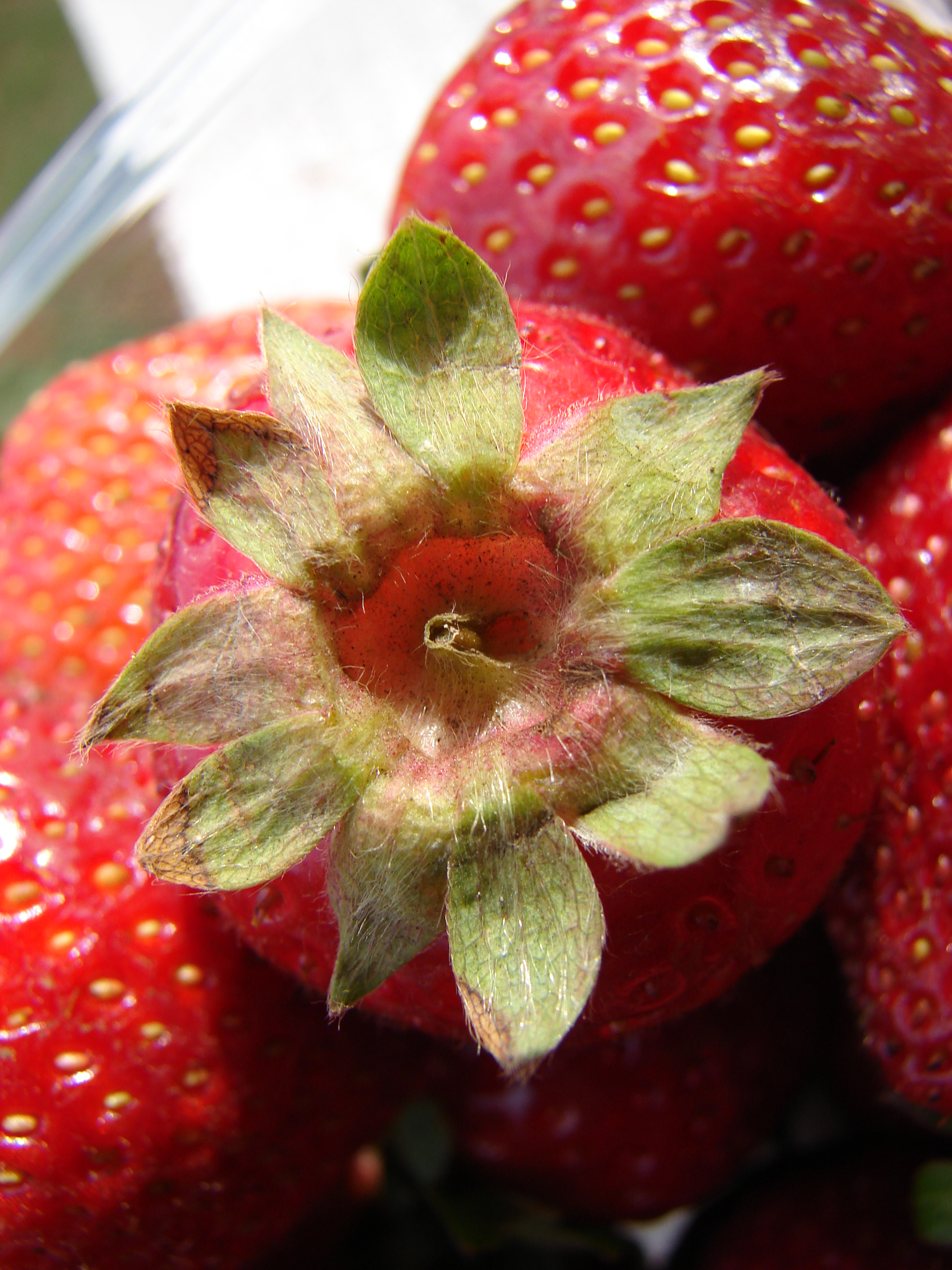
イチゴ（バラ科）の果実。5枚の萼片の外側に５枚の副萼片が互生する。

バラ科の一部（オランダイチゴ属、キジムシロ属）やアオイ科の一部（ハイビスカスなどフヨウ属）では、萼の外側にさらに萼状の構造が存在する。このような個々の構造を副萼片（副がく片）、これをまとめて副萼（副がく; epicalyx, pl. epicalices; calyculus, pl. calyculi; accessory calyx, pl. accessory calyces）とよぶ。副萼は、萼と共に開花前の花を保護している。

### 冠毛

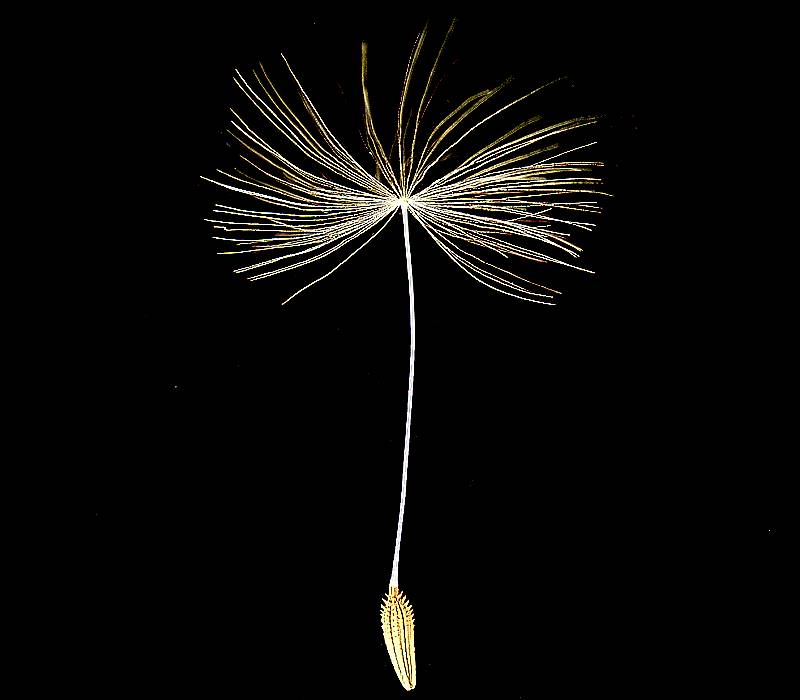
タンポポ属（キク科）の冠毛をつけた果実。花後に冠毛の基部が伸長する。

キク科の多くやスイカズラ科の一部では、萼が多数の毛状構造になり（剛毛状、羽毛状など）、花後に果実の先端で発達して種子散布を補助する。このような萼は冠毛（pappus, pl. pappi）とよばれる。ただしキク科の中には、冠毛が鱗片状のもの（例: ハキダメギク）や刺状のもの（例: センダングサ）、棍棒状のもの（例: ヌマダイコン）、非常に短いもの（例: ヨメナ）、冠毛を欠くもの（例: ヨモギ）もいる。

## ギャラリー

### いろいろな萼

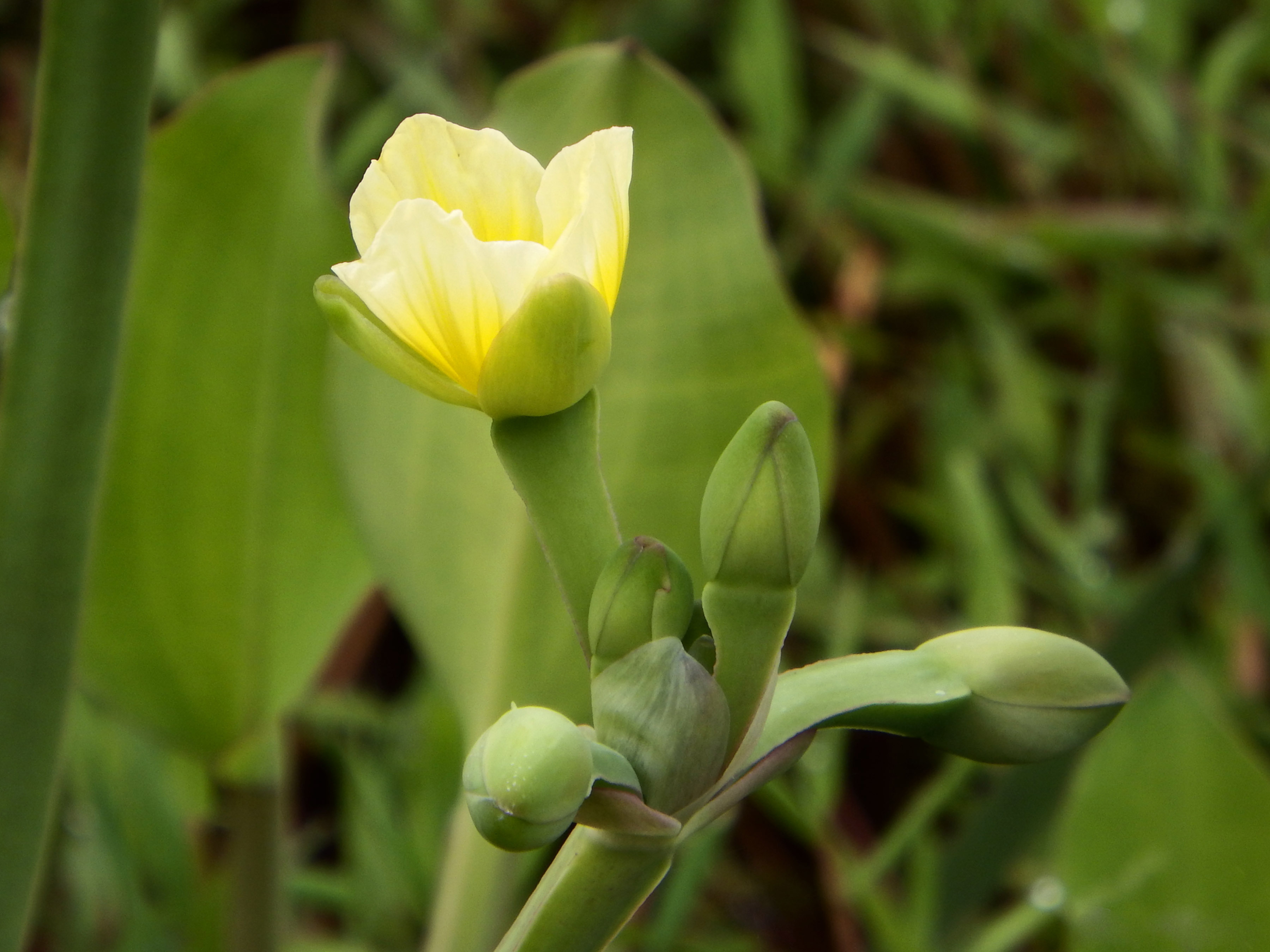
キバナオモダカ（オモダカ科）の花
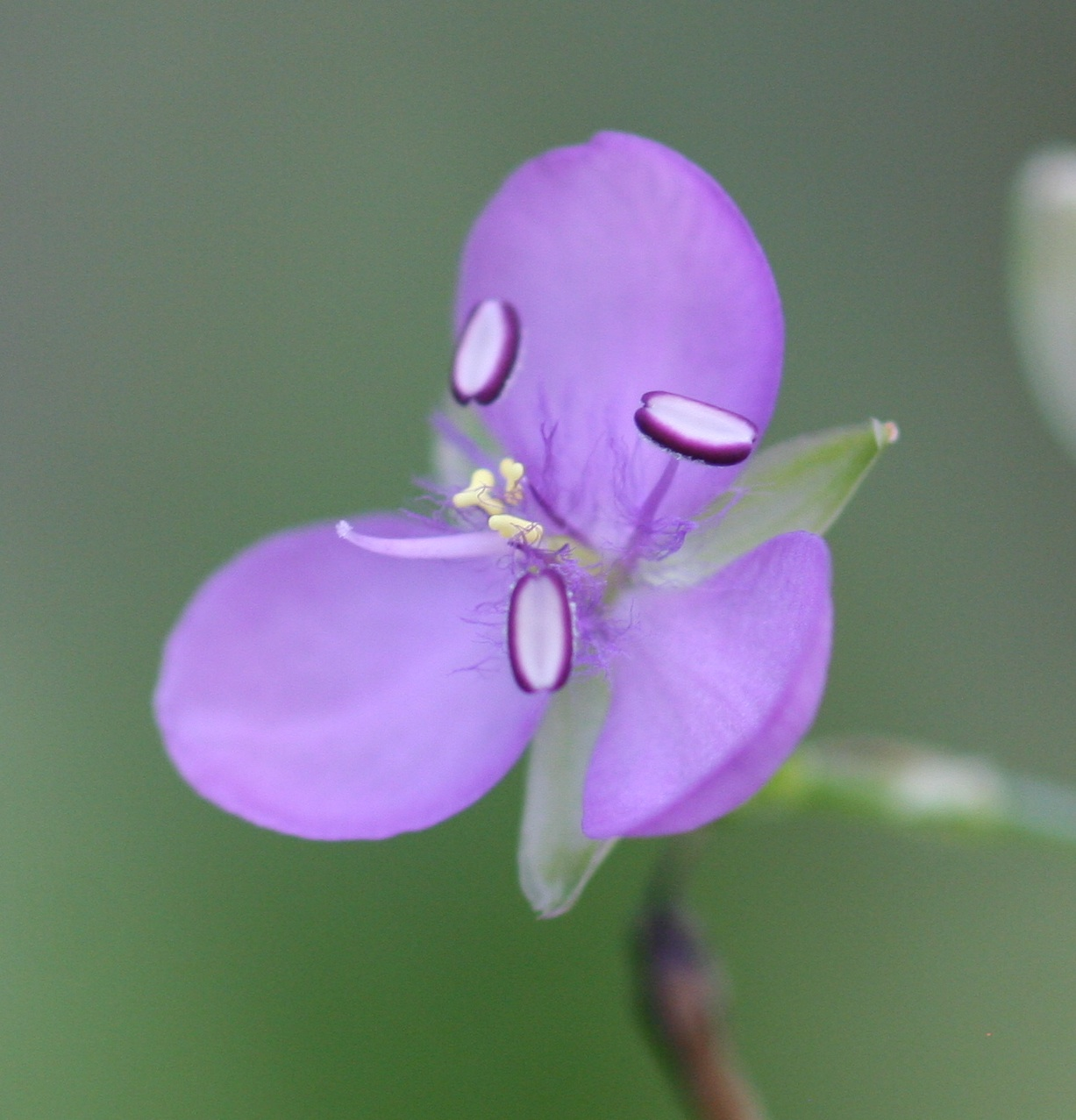
Murdannia graminea（ツユクサ科）の花
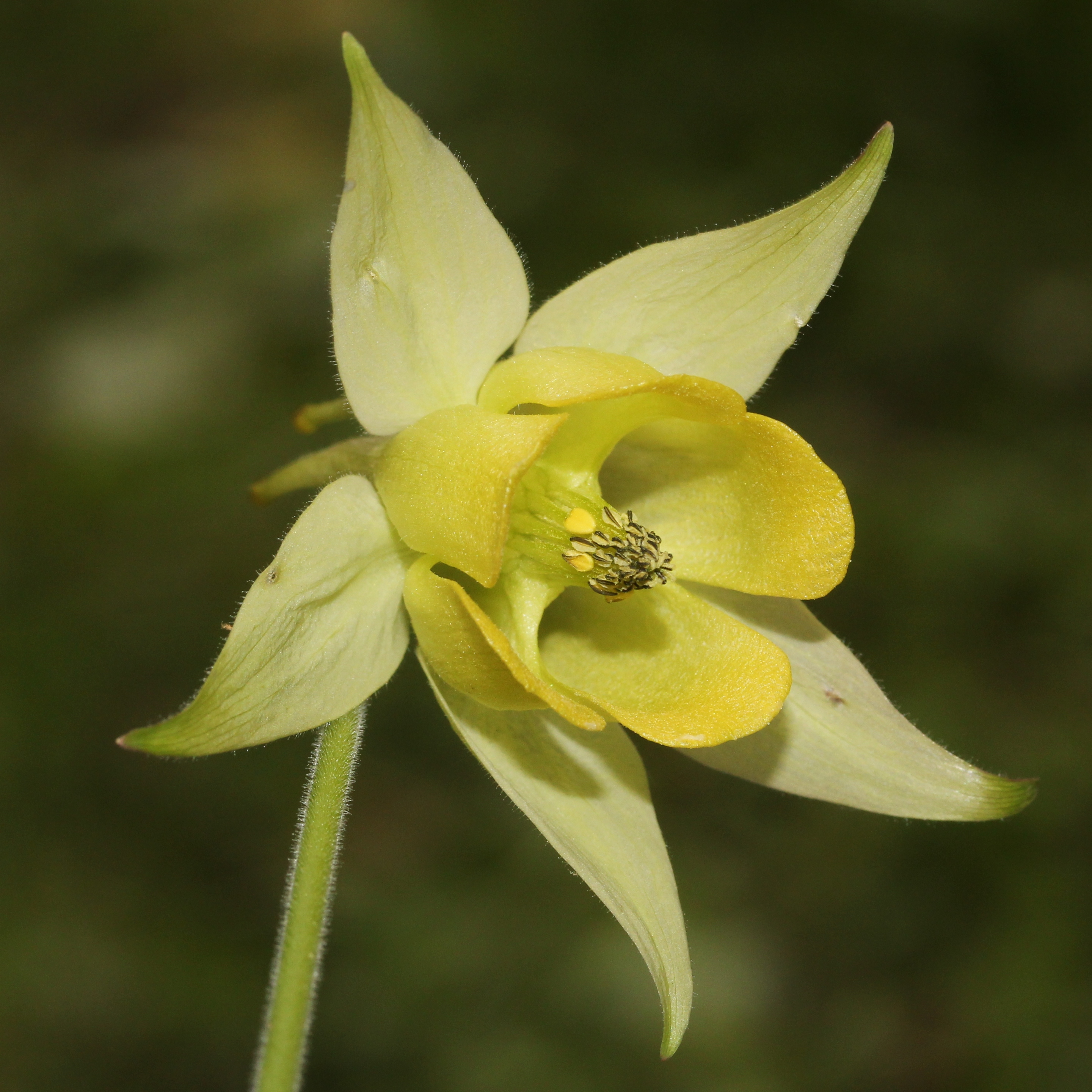
ヤマオダマキ（キンポウゲ科）の花（萼・花冠とも派手）
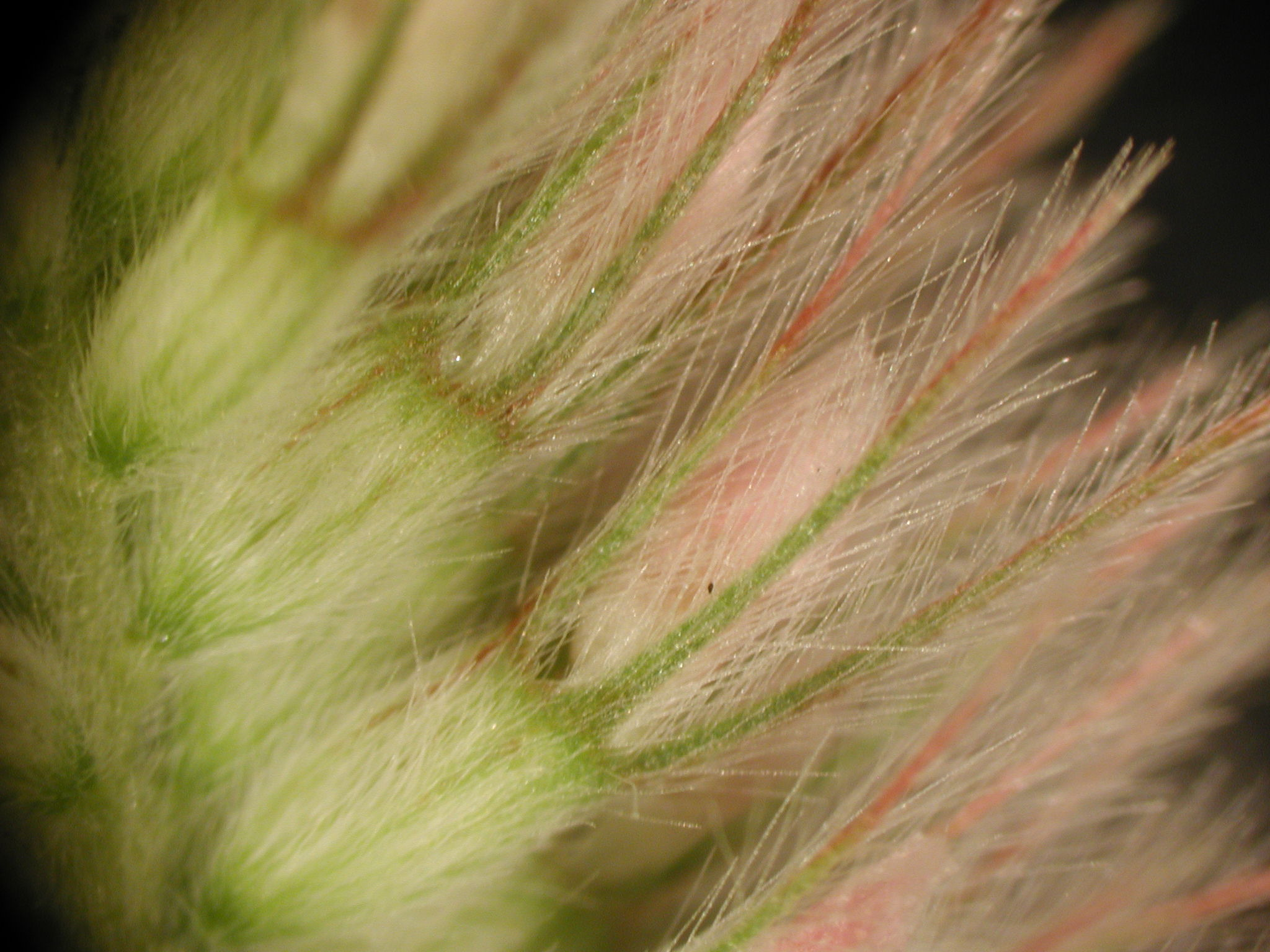
シャグマハギ（マメ科）の萼
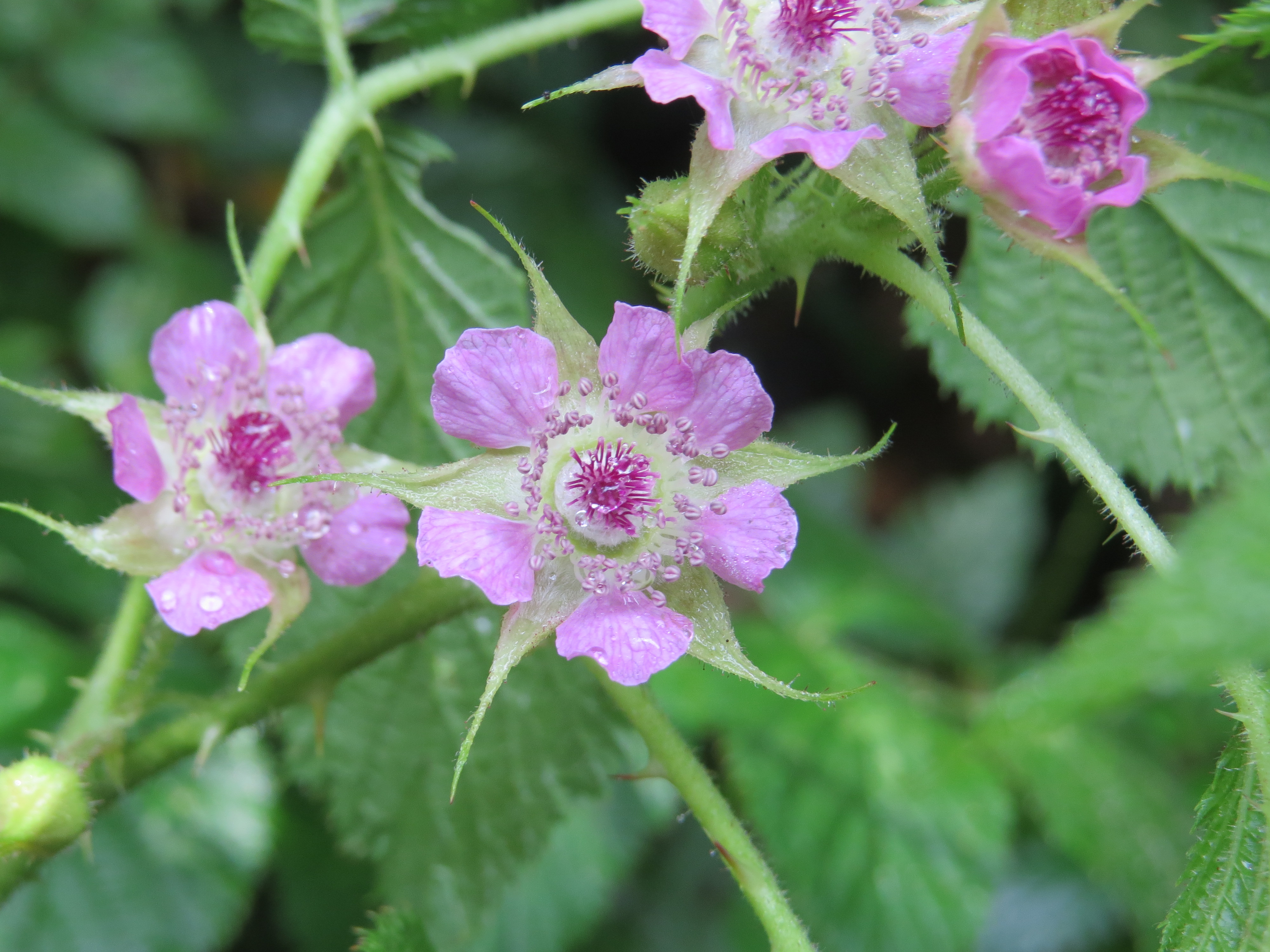
キイチゴ属（バラ科）の花
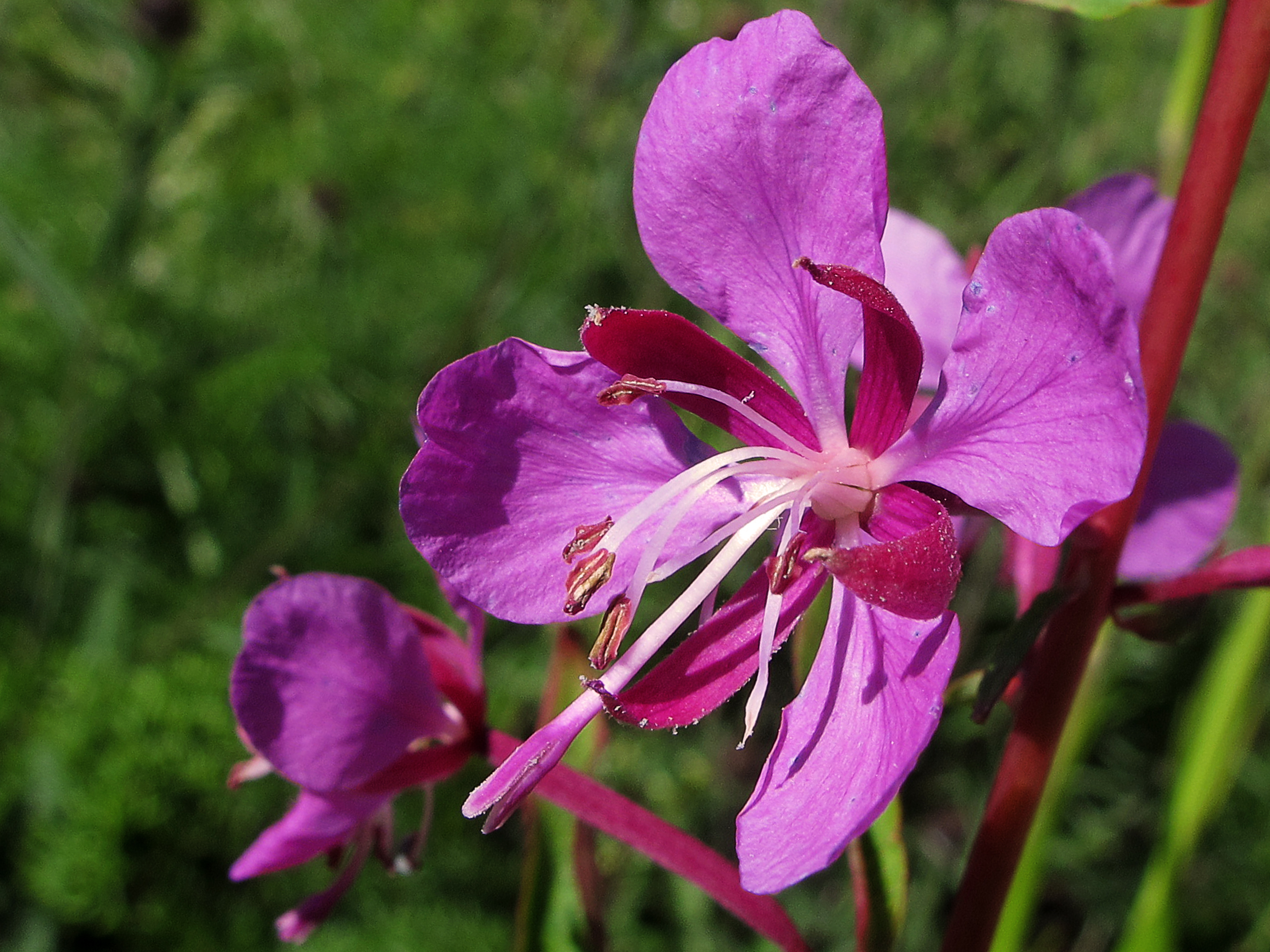
ヤナギラン（アカバナ科）の花
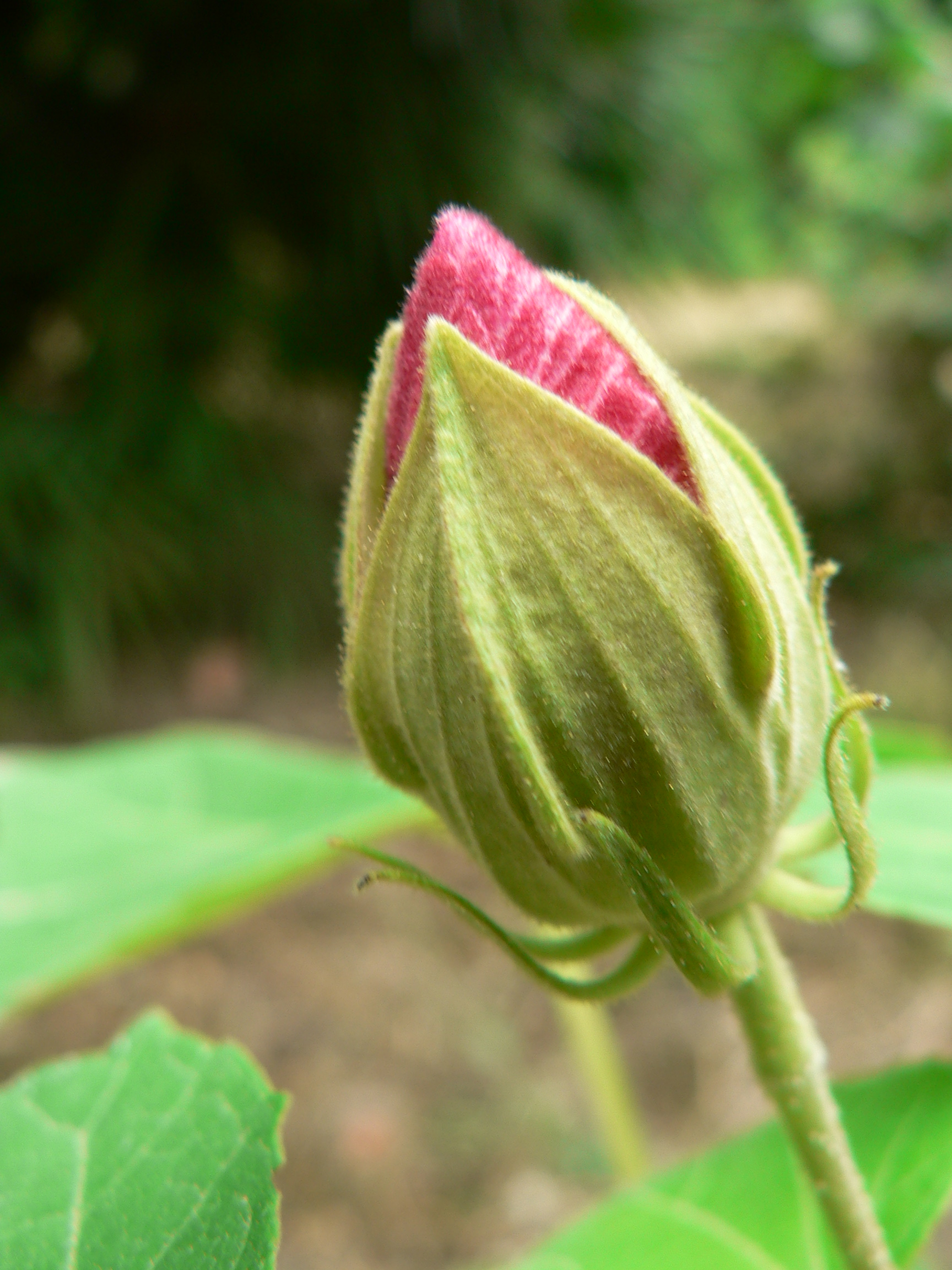
フヨウ（アオイ科）のつぼみ（萼と副萼）
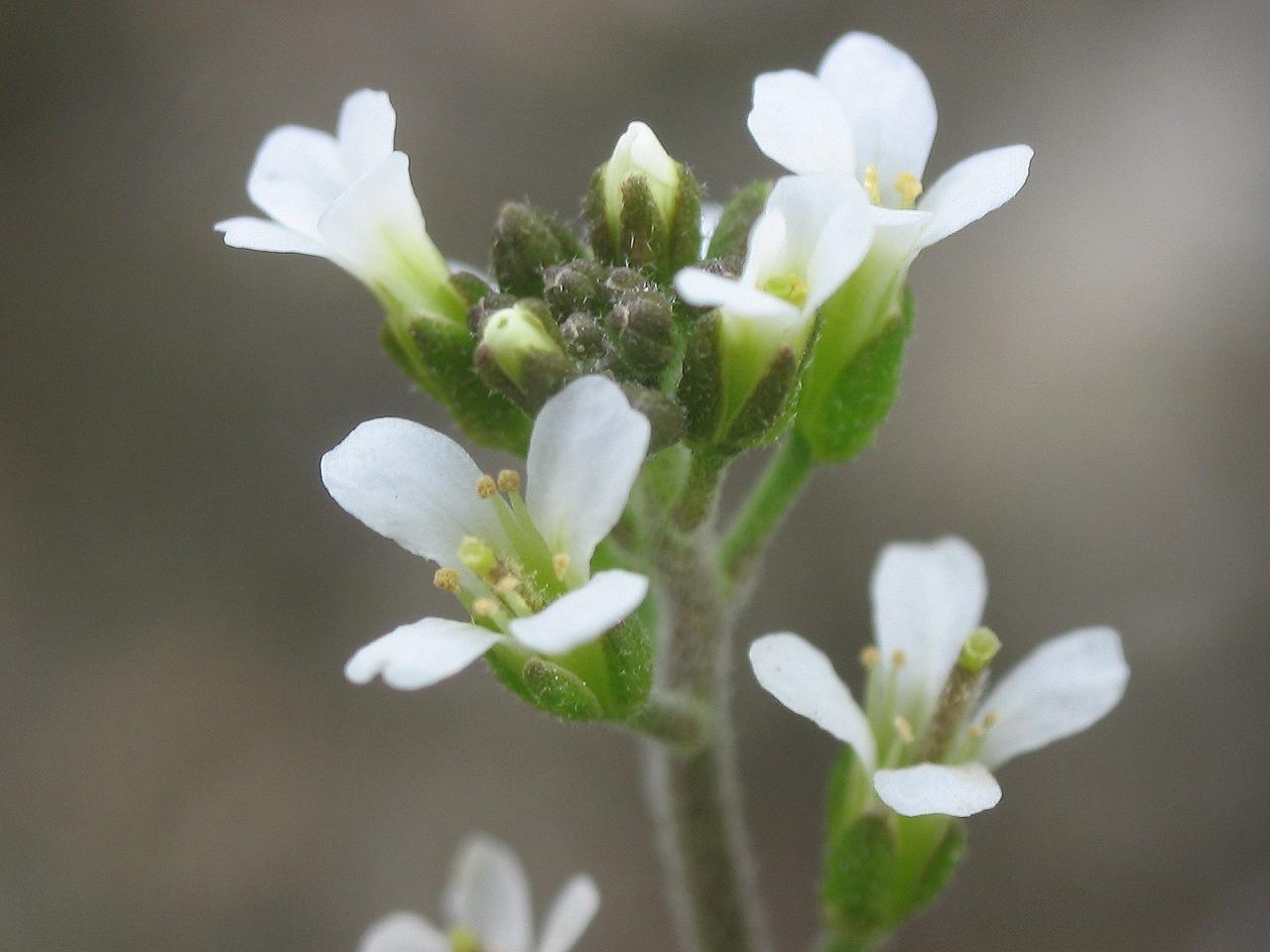
シロイヌナズナ（アブラナ科）の花
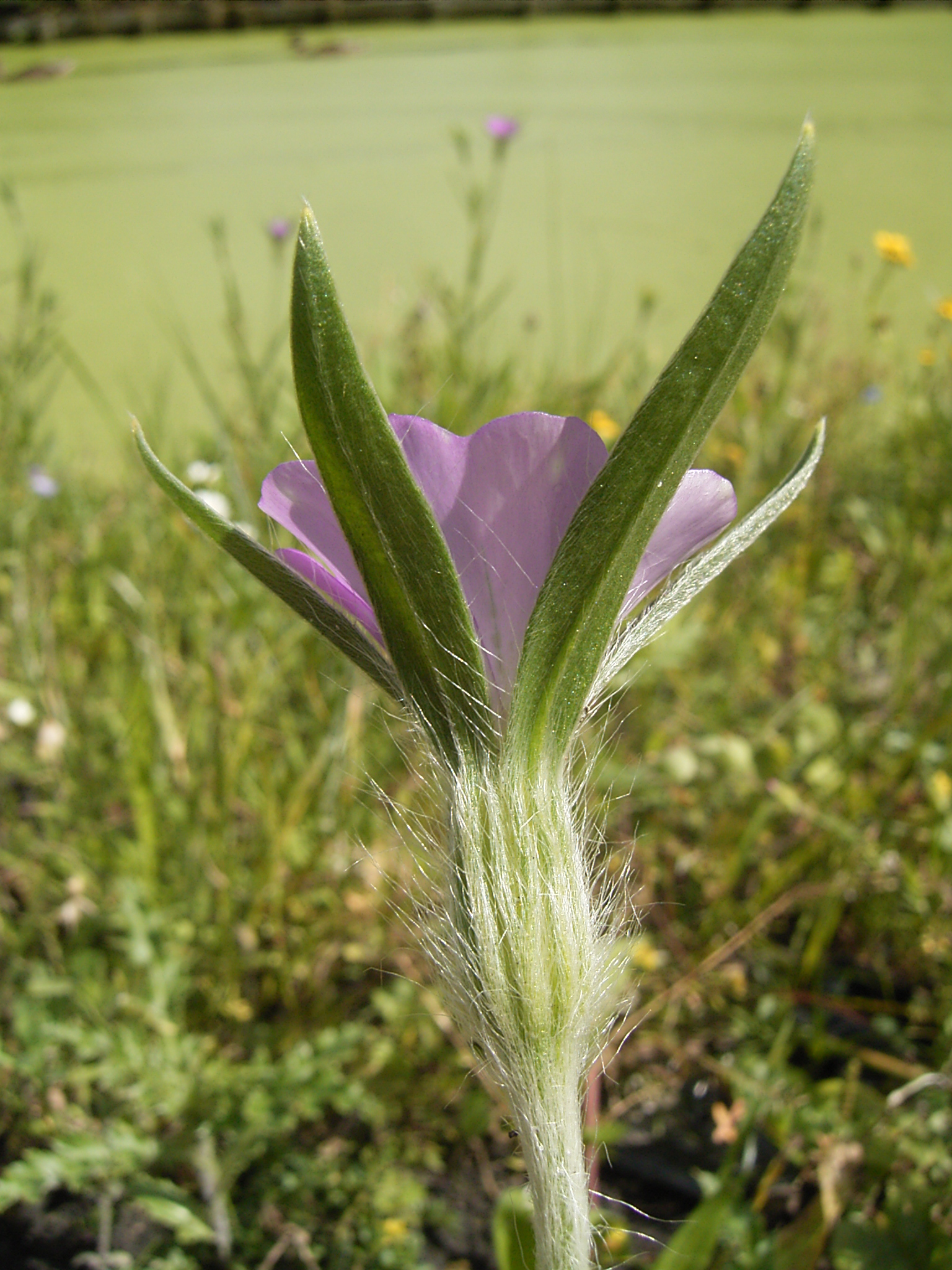
ムギセンノウ（ナデシコ科）の萼
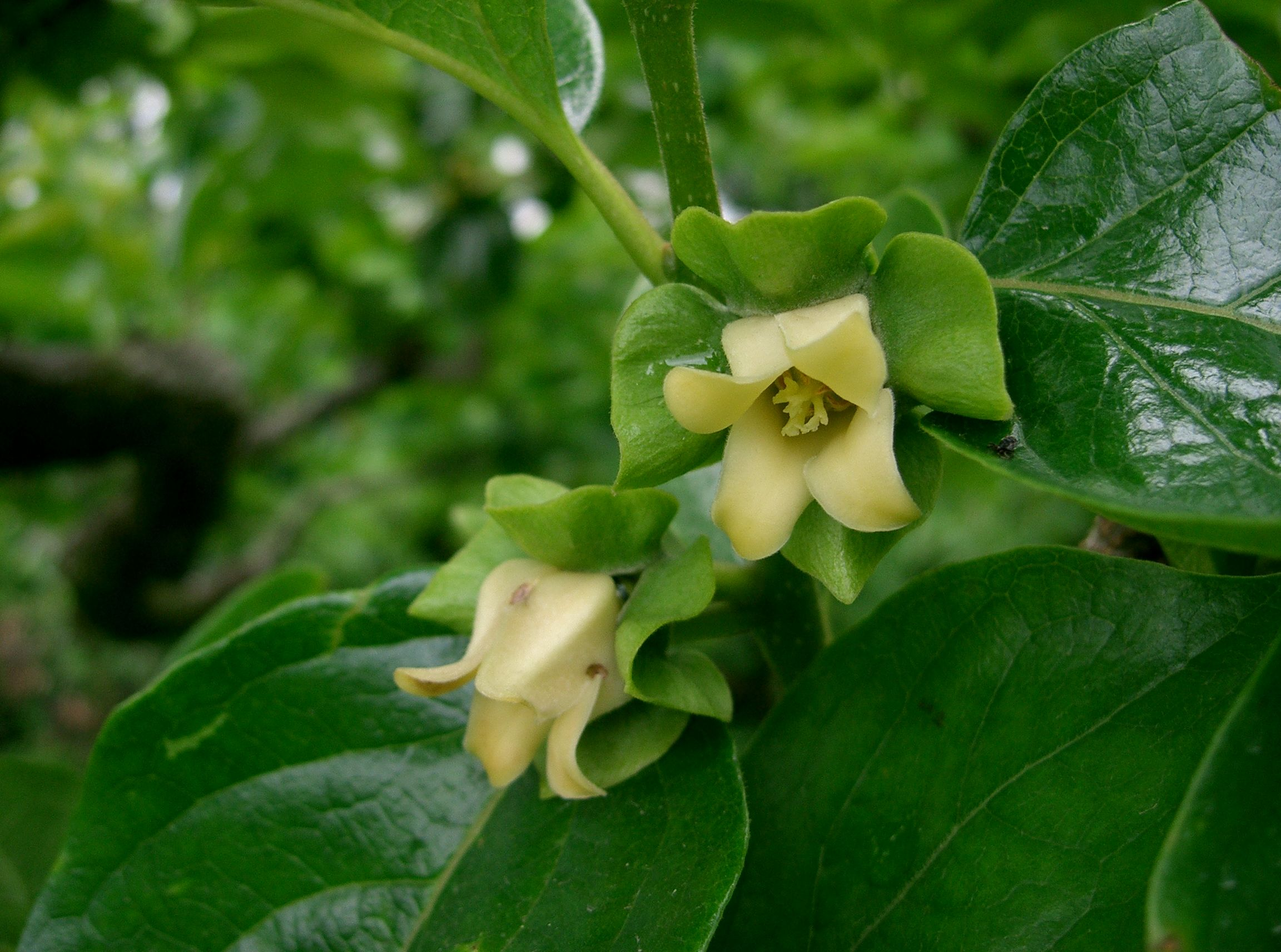
カキノキ（カキノキ科）の花
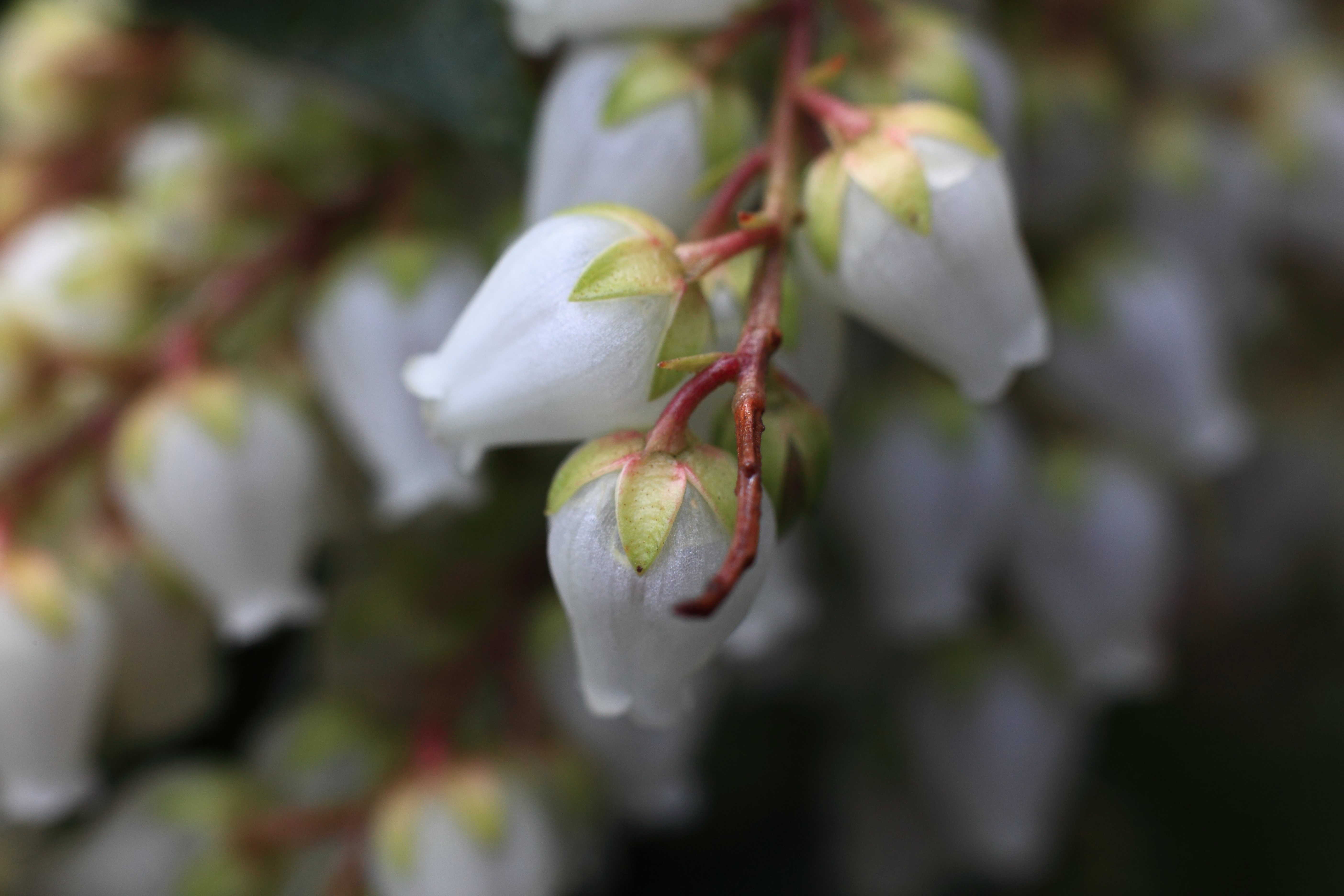
アセビ（ツツジ科）の花
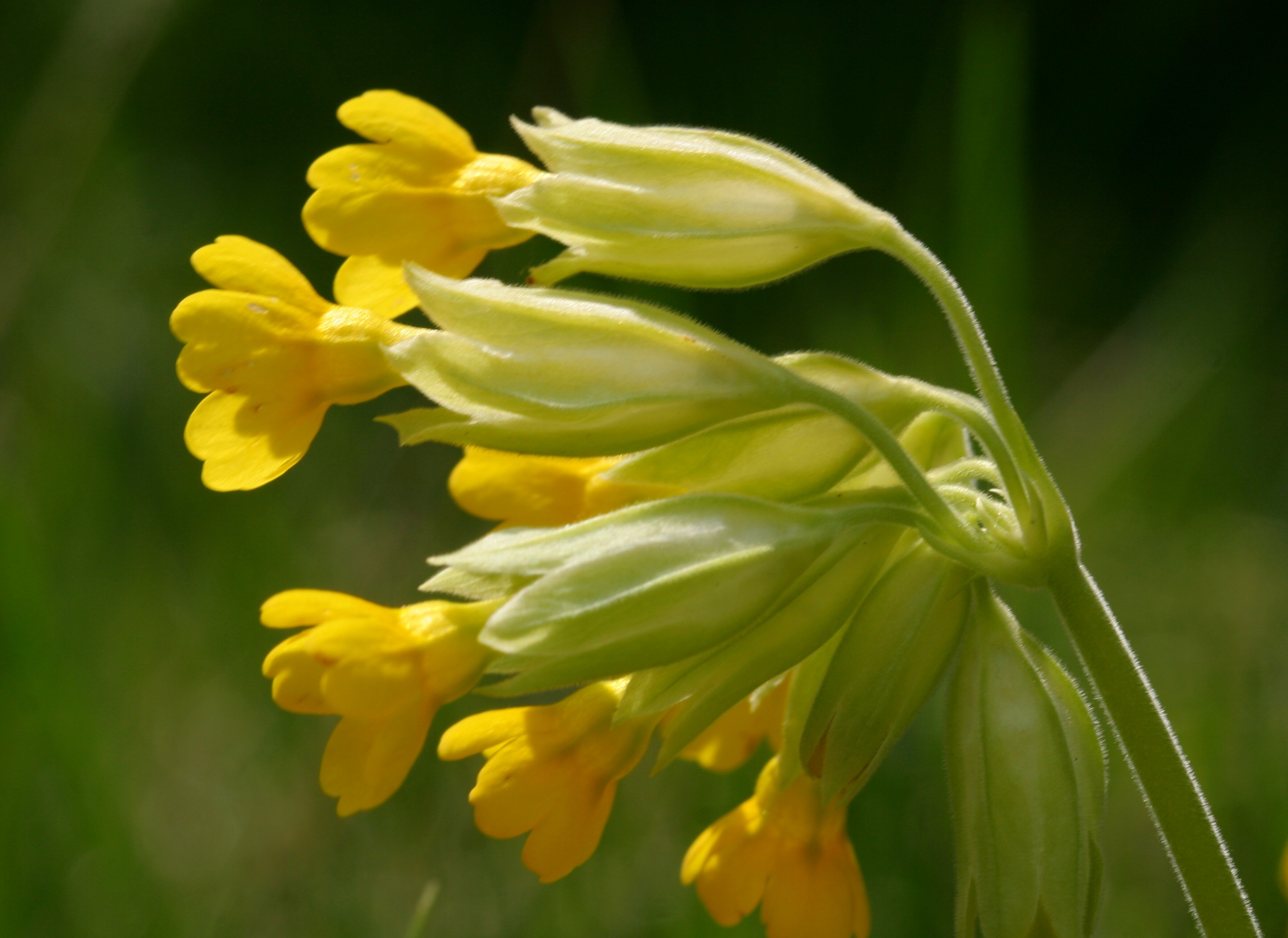
キバナノクリンザクラ（サクラソウ科）の花
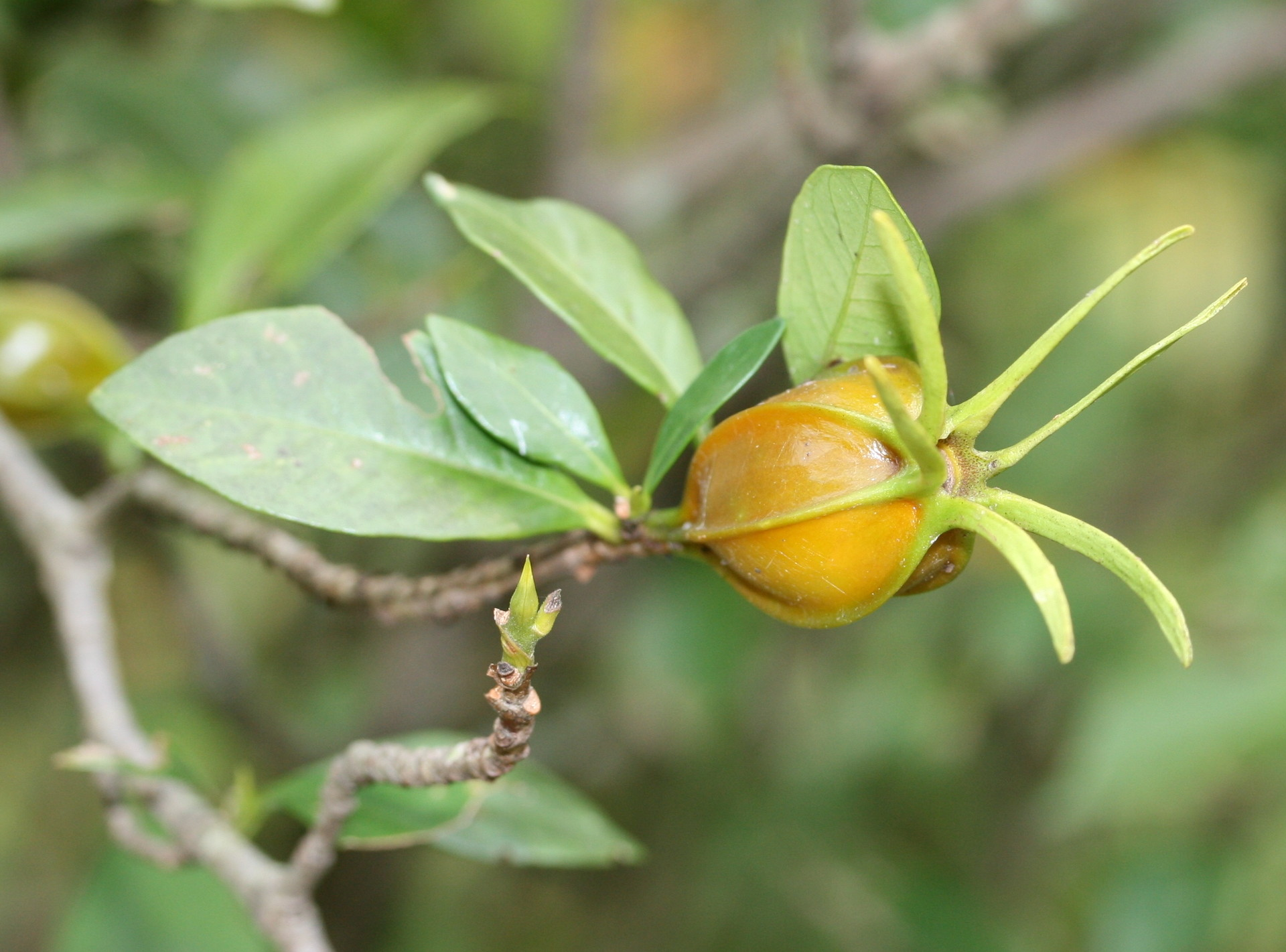
クチナシ（アカネ科）の果実と宿存萼
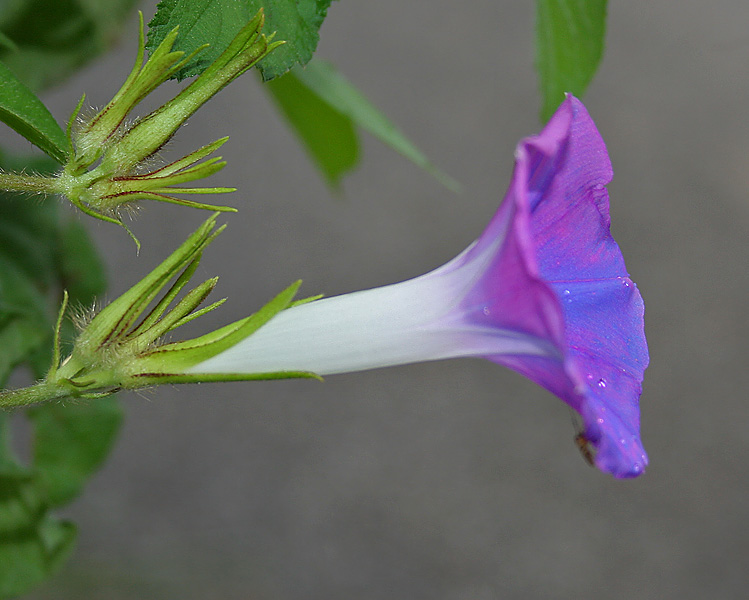
アサガオ（ヒルガオ科）の花
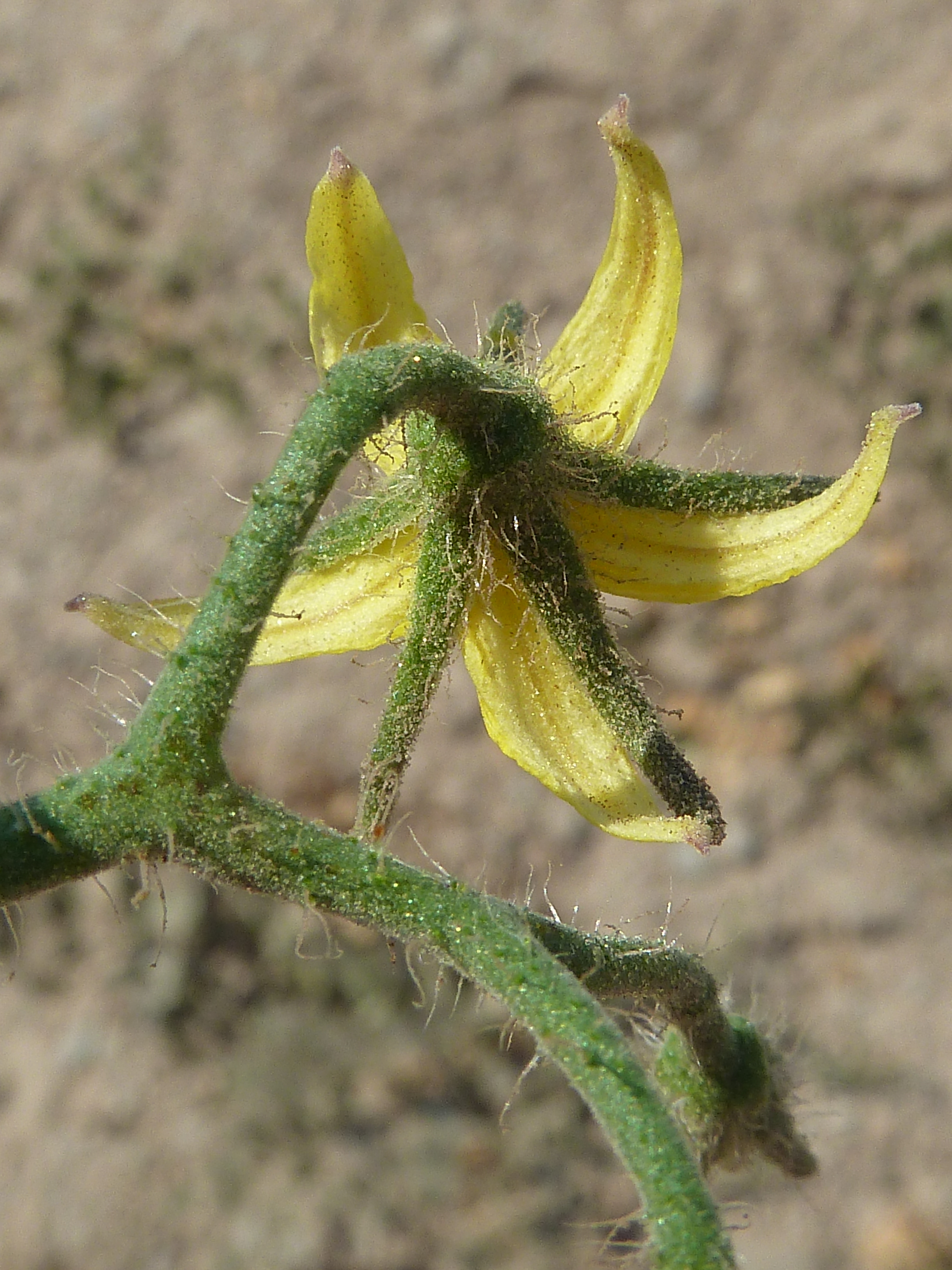
トマト（ナス科）の萼
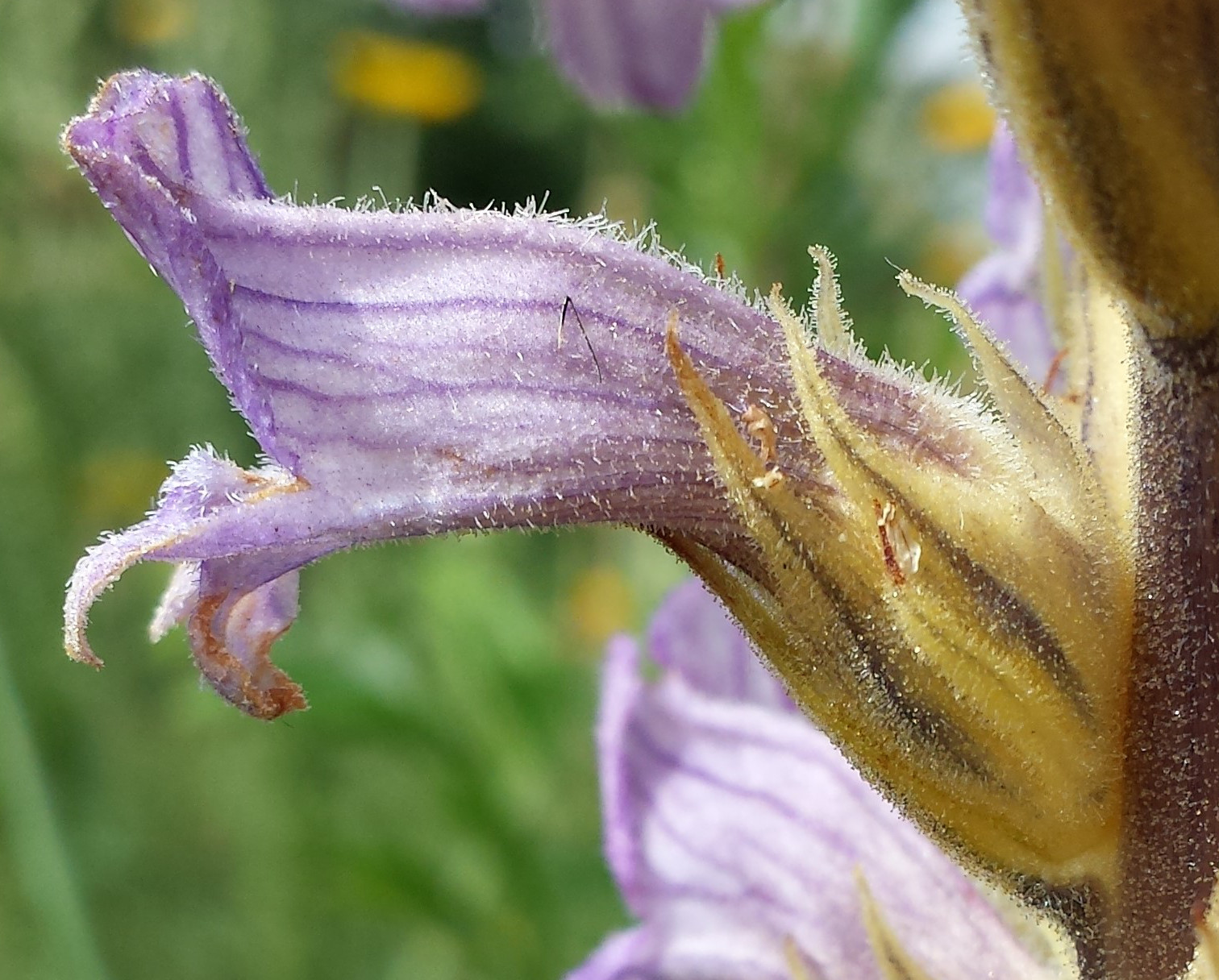
ハマウツボ属（ハマウツボ科）の花
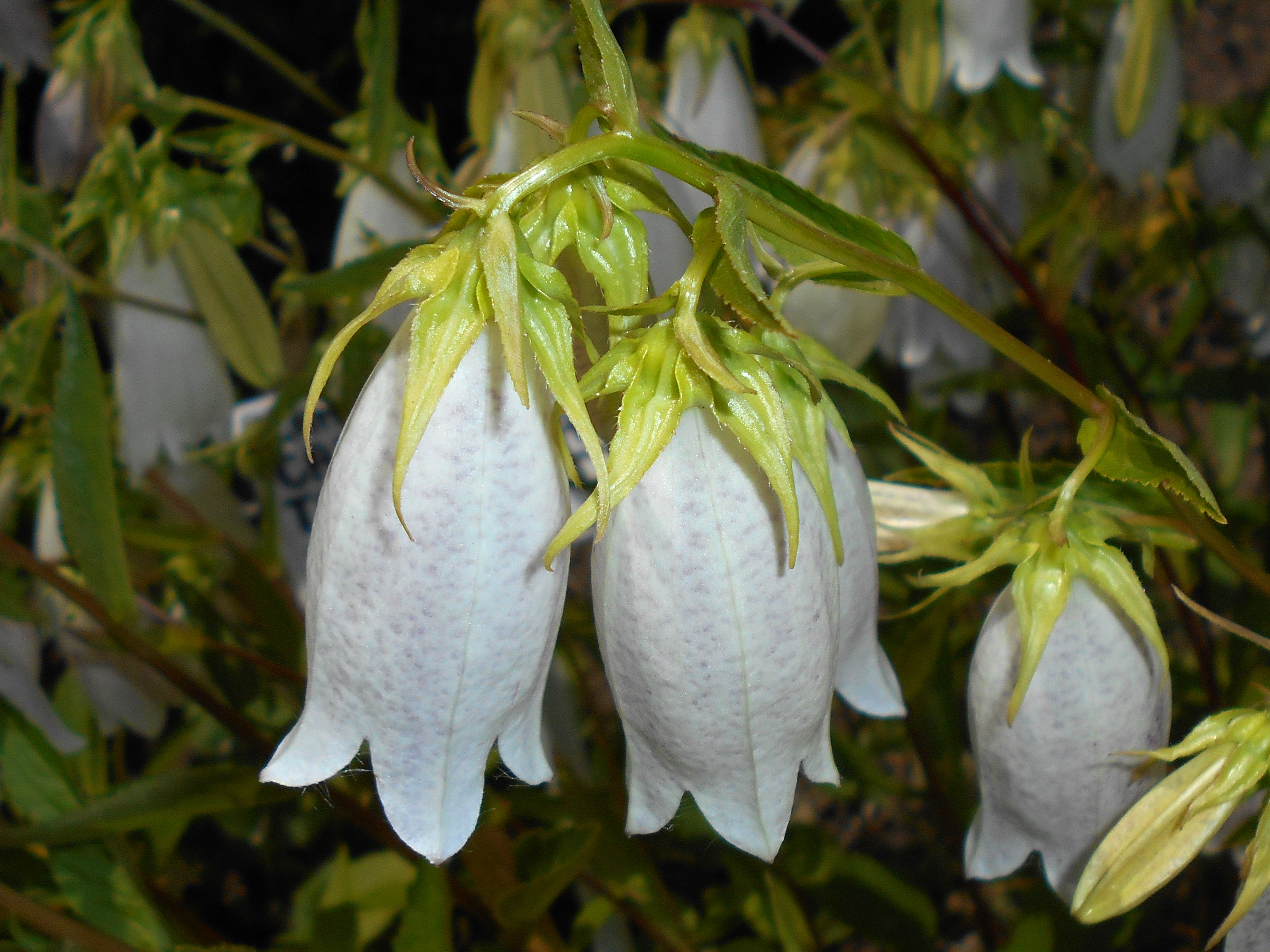
ホタルブクロ（キキョウ科）の花
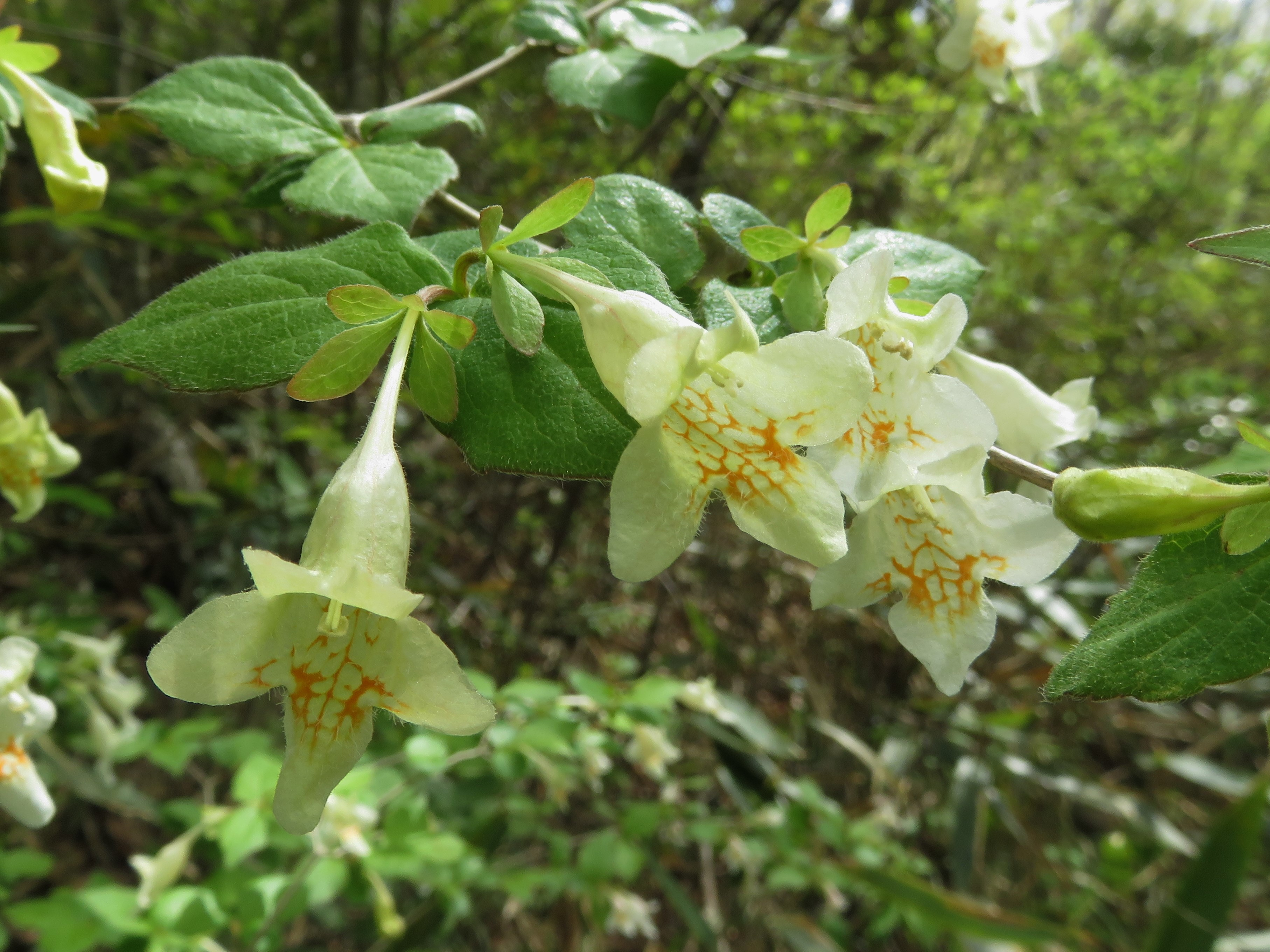
オオツクバネウツギ（スイカズラ科）の花

### 冠毛

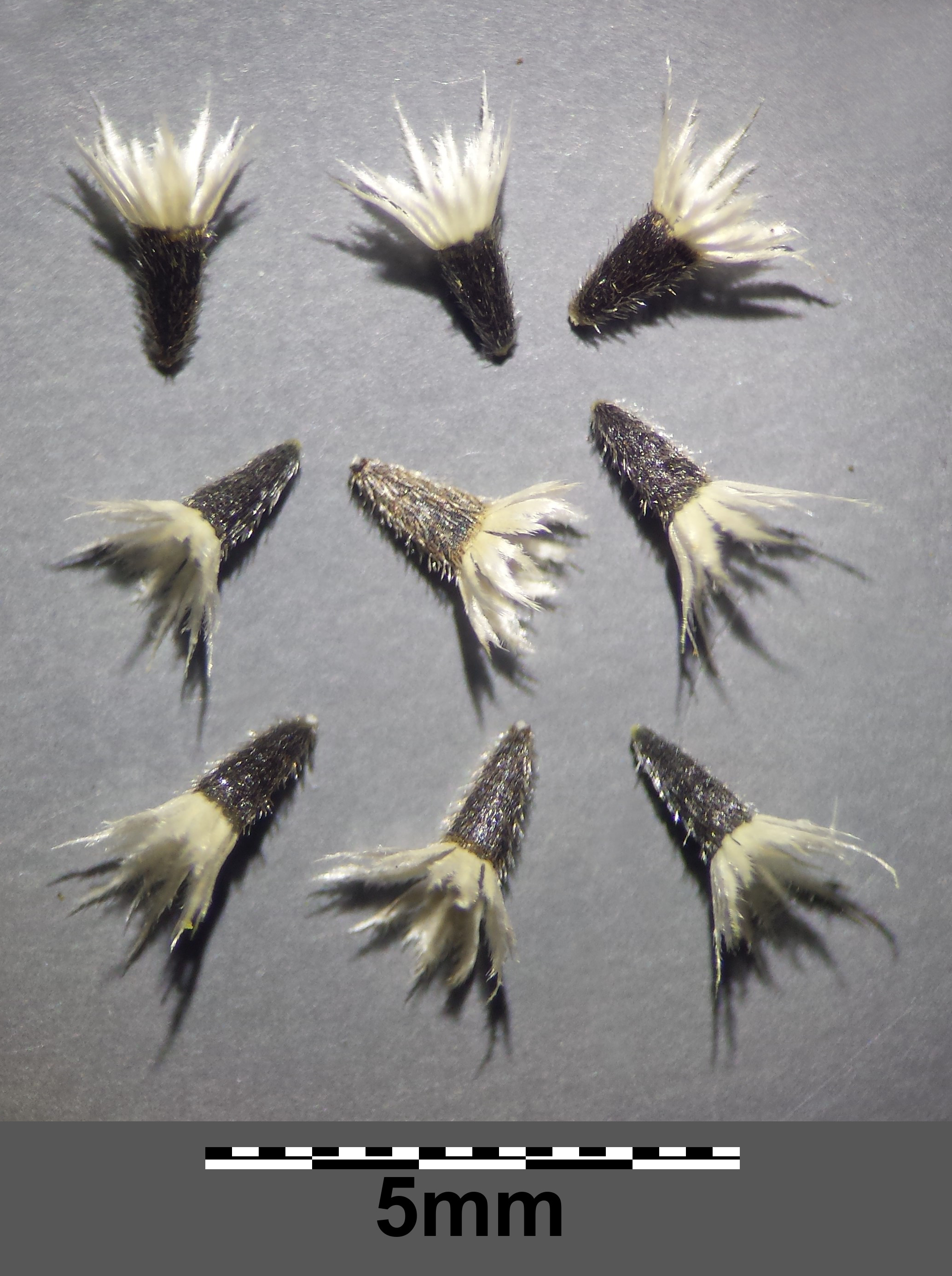
ハキダメギク（キク科）の果実。鱗片状の冠毛をもつ。
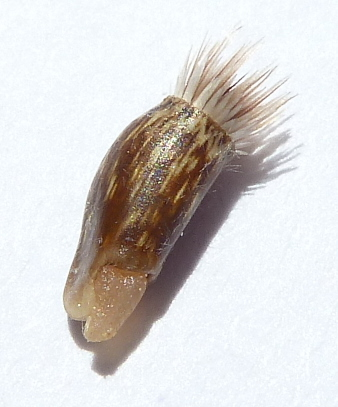
ヤグルマギク属（キク科）の果実。
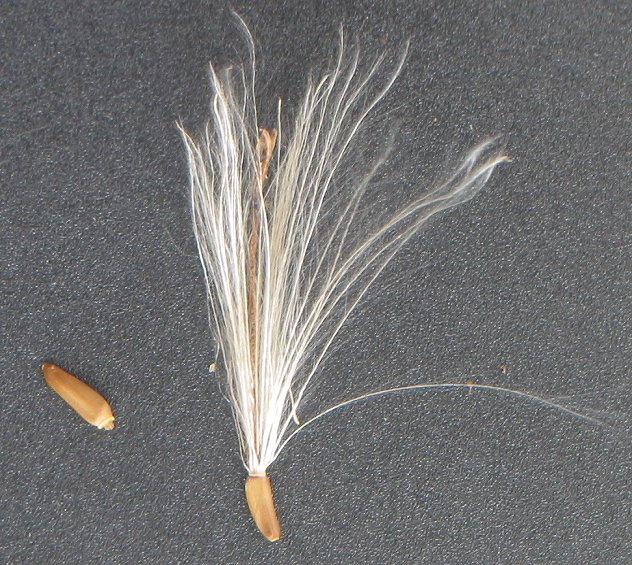
セイヨウトゲアザミ（キク科）の果実。
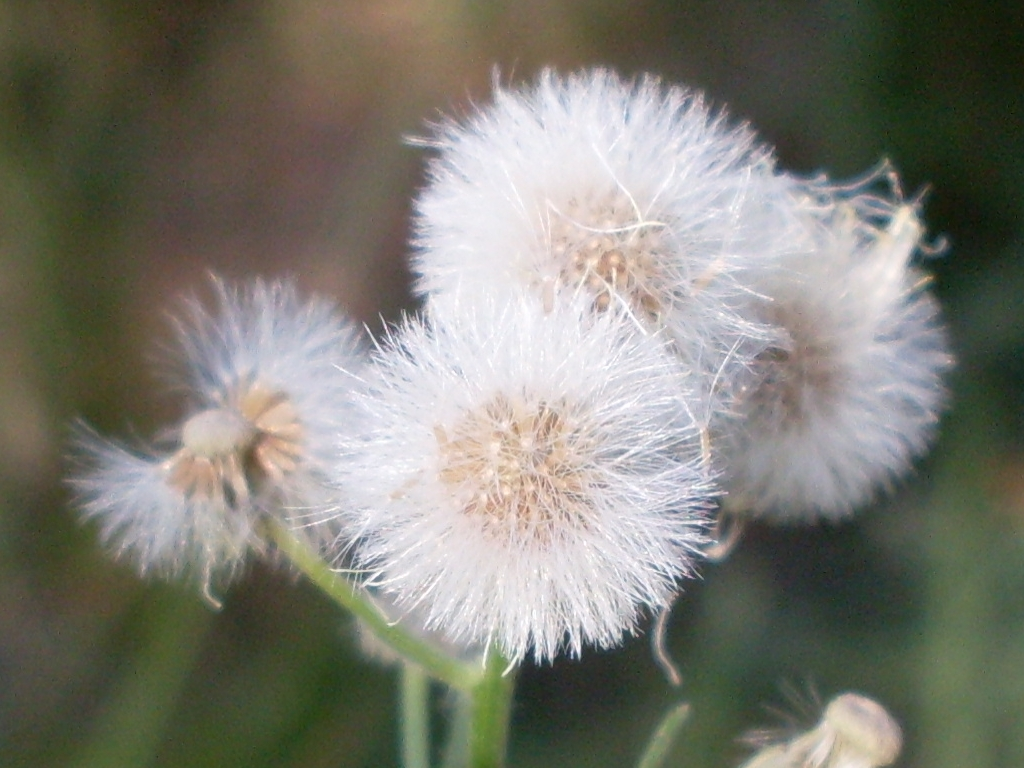
アレチノギク（キク科）の果実の集まり。
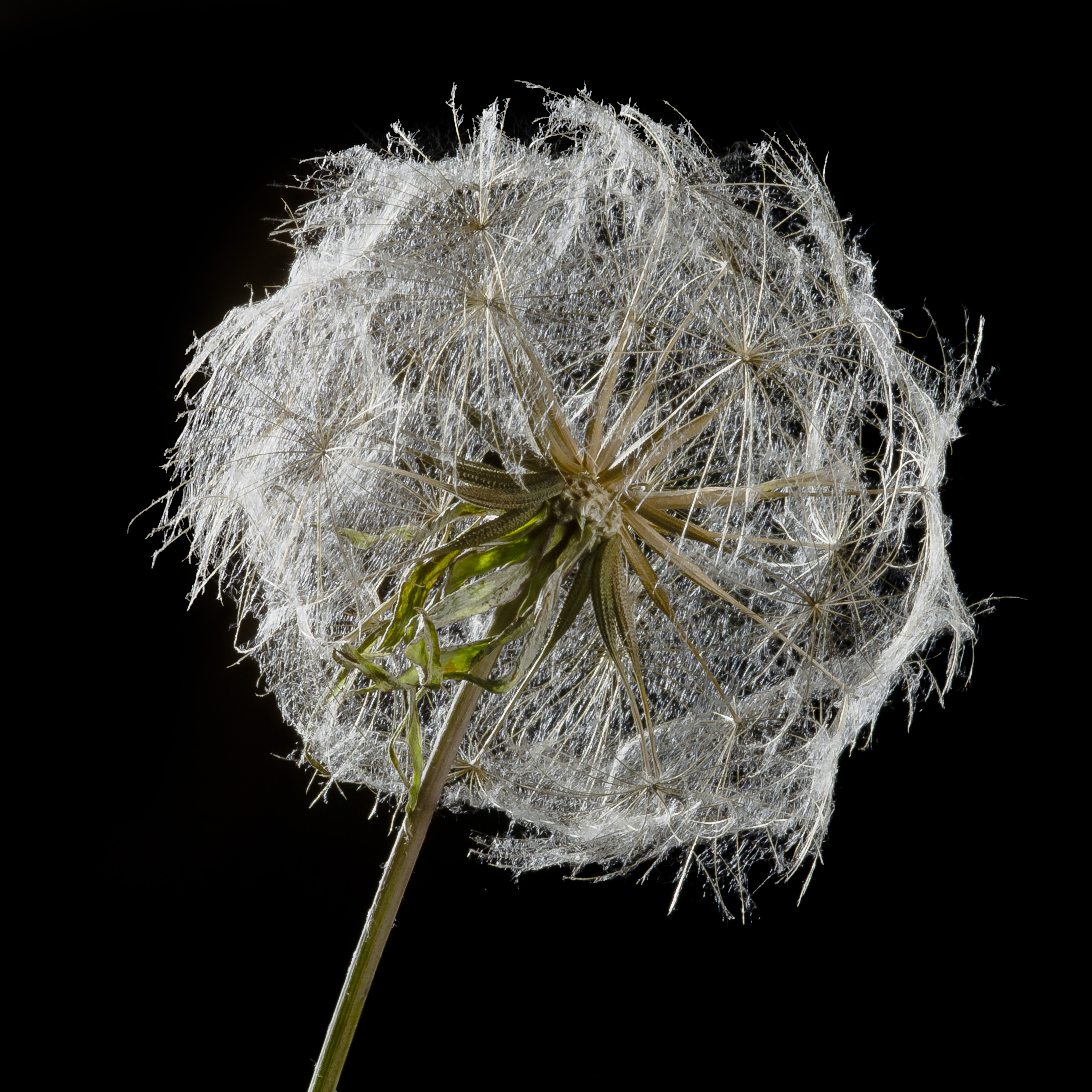
キバナムギナデシコ（キク科）の果実の集まり。
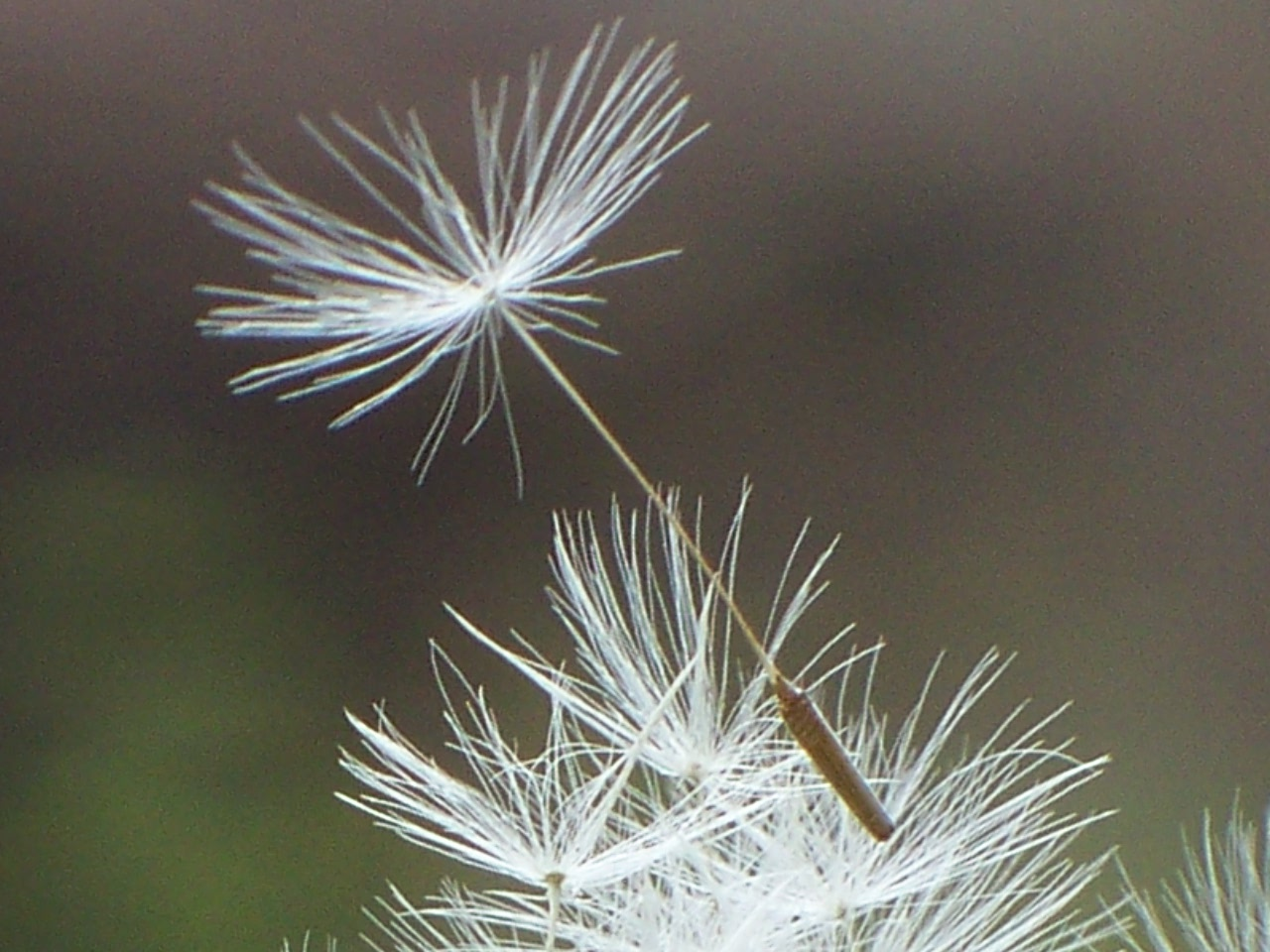
タンポポ属（キク科）の果実。